# الفلبين في ألعاب آسيان البارالمبية 2023
نافست الفلبين في دورة الألعاب البارالمبية الآسيوية 2023 في بنوم بنه، كمبوديا، والتي أقيمت في الفترة من 3 إلى 9 يونيو 2023.
كان الوفد بقيادة رئيس البعثة والتر توريس مكونًا من 259 شخصًا – 174 منهم رياضيون تنافسوا في 13 رياضة.
كان أرييل جوزيف أليغاربيس من فريق السباحة البارالمبي الفلبيني حامل العلم في حفل الافتتاح.
واحتلت الفلبين المركز الخامس في إجمالي الميداليات برصيد 34 ميدالية ذهبية و33 فضية و50 برونزية.

## الحائزون على الميداليات

### الذهبية
| #  | الميدالية | الاسم                                         | الرياضة     | الحدث                        | التاريخ |
| -- | --------- | --------------------------------------------- | ----------- | ---------------------------- | ------- |
| 1  | ذهبية     | غاري بيخينو                                   | السباحة     | 400 متر حرة رجال S6          | 4 يونيو |
| 2  | ذهبية     | إيرني غاويلان                                 | السباحة     | 400 متر حرة رجال S7          | 4 يونيو |
| 3  | ذهبية     | سيندي أسوسانو                                 | ألعاب القوى | دفع الجلة سيدات F54          | 4 يونيو |
| 4  | ذهبية     | ماردول باماتي-آن                              | رفع الأثقال | 41 كجم سيدات – المجموع       | 4 يونيو |
| 5  | ذهبية     | أنجل أوتوم                                    | السباحة     | 50 متر ظهر سيدات S5          | 4 يونيو |
| 6  | ذهبية     | داري بيرناردو                                 | الشطرنج     | فردي سريع رجال               | 4 يونيو |
| 7  | ذهبية     | داري بيرناردو إسرائيل بيليغرو ميناندرو ريدور  | الشطرنج     | فرق سريع رجال VI–B2/B3       | 4 يونيو |
| 8  | ذهبية     | تشيزر ميندوزا                                 | الشطرنج     | فردي سريع سيدات PI           | 4 يونيو |
| 9  | ذهبية     | غاري بيخينو                                   | السباحة     | 200 متر حرة رجال S6          | 5 يونيو |
| 10 | ذهبية     | سيندي أسوسانو                                 | ألعاب القوى | رمي الرمح سيدات F54          | 5 يونيو |
| 11 | ذهبية     | أرييل أليغاربيس                               | السباحة     | 50 متر فراشة رجال SB14       | 5 يونيو |
| 12 | ذهبية     | إيفاريستو كاربونيل                            | ألعاب القوى | رمي الرمح رجال F11           | 5 يونيو |
| 13 | ذهبية     | كينغ جيمس رييس                                | ألعاب القوى | 800 متر رجال T46             | 6 يونيو |
| 14 | ذهبية     | روزيلي توريفييل                               | ألعاب القوى | رمي الرمح سيدات F11          | 6 يونيو |
| 15 | ذهبية     | أندري كويزون                                  | ألعاب القوى | دفع الجلة رجال F54           | 6 يونيو |
| 16 | ذهبية     | أرييل أليغاربيس                               | السباحة     | 200 متر فردي متنوع رجال SM14 | 6 يونيو |
| 17 | ذهبية     | أنجل أوتوم                                    | السباحة     | 200 متر فردي متنوع سيدات SM5 | 6 يونيو |
| 18 | ذهبية     | جيرولد مانغليوان                              | ألعاب القوى | 400 متر رجال T52             | 6 يونيو |
| 19 | ذهبية     | أنجل أوتوم                                    | السباحة     | 50 متر فراشة سيدات S5        | 7 يونيو |
| 20 | ذهبية     | إيرني غاويلان                                 | السباحة     | 200 متر فردي متنوع رجال SM7  | 7 يونيو |
| 21 | ذهبية     | إيفاريستو كاربونيل                            | ألعاب القوى | رمي القرص رجال F11           | 7 يونيو |
| 22 | ذهبية     | جيرولد مانغليوان                              | ألعاب القوى | 200 متر رجال T52             | 7 يونيو |
| 23 | ذهبية     | أنجل أوتوم                                    | السباحة     | 50 متر حرة سيدات S5          | 7 يونيو |
| 24 | ذهبية     | شيريل أنغوت في مانغايايام تشيزر ميندوزا       | الشطرنج     | فرق قياسي سيدات PI           | 7 يونيو |
| 25 | ذهبية     | تشيزر ميندوزا                                 | الشطرنج     | فردي قياسي سيدات PI          | 7 يونيو |
| 26 | ذهبية     | داري بيرناردو ميناندرو ريدور أرمان سوبيست     | الشطرنج     | فرق قياسي رجال VI–B2/B3      | 7 يونيو |
| 27 | ذهبية     | داري بيرناردو                                 | الشطرنج     | فردي قياسي رجال VI–B2/B3     | 7 يونيو |
| 28 | ذهبية     | أندري كويزون                                  | ألعاب القوى | رمي الرمح رجال F53–54        | 7 يونيو |
| 29 | ذهبية     | ساندر سيفيرينو                                | الشطرنج     | فردي خاطف رجال PI            | 8 يونيو |
| 30 | ذهبية     | فيليكس أغيليرا هنري روجر لوبيز ساندر سيفيرينو | الشطرنج     | فرق خاطف رجال PI             | 8 يونيو |
| 31 | ذهبية     | تشيزر ميندوزا                                 | الشطرنج     | فردي خاطف سيدات PI           | 8 يونيو |
| 32 | ذهبية     | شيريل أنغوت تشيزر ميندوزا جان-لي ناسيتا       | الشطرنج     | فرق خاطف سيدات PI            | 8 يونيو |
| 33 | ذهبية     | داري بيرناردو                                 | الشطرنج     | فردي خاطف رجال VI–B2/B3      | 8 يونيو |
| 34 | ذهبية     | داري بيرناردو ميناندرو ريدور أرمان سوبيست     | الشطرنج     | فرق خاطف رجال VI–B2/B3       | 8 يونيو |

### الفضية
| رقم | الميدالية | الاسم | الرياضة                        | الحدث                          | التاريخ |
| --- | --------- | --- | ------------------------------ | ------------------------------ | ------- |
| 1   | فضية      | ألفي كابانيوق جون ري إسكالانتي ريني ماكابينغيل كينيث كريستوفر تابيا كليفورد تروسينو | كرة السلة على الكراسي المتحركة | بطولة الرجال 3x3               | 3 يونيو |
| 2   | فضية      | ماردول باماتي-آن | رفع الأثقال                    | أفضل رفع وزن للسيدات 41 كجم    | 4 يونيو |
| 3   | فضية      | أشيل جيون | رفع الأثقال                    | أفضل رفع وزن للسيدات 45 كجم    | 4 يونيو |
| 4   | فضية      | أشيل جيون | رفع الأثقال                    | المجموع الكلي للسيدات 45 كجم   | 4 يونيو |
| 5   | فضية      | أرييل أليغاربس | السباحة                        | سباق 100 متر صدر رجال SB14     | 4 يونيو |
| 6   | فضية      | إرني جاويلان | السباحة                        | سباق 100 متر حرة رجال S7       | 4 يونيو |
| 7   | فضية      | ديترسون أومس | الجودو                         | رجال –73 كجم J1                | 4 يونيو |
| 8   | فضية      | ساندر سيفيرينو | الشطرنج                        | فردي رجال سريع PI              | 4 يونيو |
| 9   | فضية      | شيريل أنغوت تشايسر مندوزا جين-لي ناسيتا | الشطرنج                        | فريق السيدات سريع PI           | 4 يونيو |
| 10  | فضية      | تيريزا بيلوغ | الشطرنج                        | فردي السيدات سريع VI–B2/B3     | 4 يونيو |
| 11  | فضية      | كينغ جيمس ريزيس | ألعاب القوى                    | رجال 5000 م T46                | 4 يونيو |
| 12  | فضية      | هنري روجر لوبيز جاسبر روم ساندر سيفيرينو | الشطرنج                        | فريق الرجال سريع PI            | 4 يونيو |
| 13  | فضية      | كينغ جيمس ريزيس | ألعاب القوى                    | رجال 1500 م T46                | 5 يونيو |
| 14  | فضية      | ماريتيس بورس | ألعاب القوى                    | رمح السيدات F54                | 5 يونيو |
| 15  | فضية      | جيسبل توردسيلا | ألعاب القوى                    | رمح السيدات F55                | 5 يونيو |
| 16  | فضية      | جولان كاماشو | ألعاب القوى                    | وثب طويل رجال T11–12           | 5 يونيو |
| 17  | فضية      | أرييل أليغاربس | السباحة                        | رجال 100 م فراشة SB14          | 6 يونيو |
| 18  | فضية      | أرفين أريغلادو | ألعاب القوى                    | وثب ثلاثي رجال T47             | 6 يونيو |
| 19  | فضية      | أرمَن دينو | ألعاب القوى                    | رجال 400 م T47                 | 6 يونيو |
| 20  | فضية      | بينيديكتو غايلا لينارد سلطان | تنس الطاولة                    | زوجي رجال TT9                  | 6 يونيو |
| 21  | فضية      | ماكيل ليتا | ألعاب القوى                    | رمح القرص رجال F56             | 7 يونيو |
| 22  | فضية      | أندريه كويزون | ألعاب القوى                    | رمح الرجال F34–54              | 7 يونيو |
| 23  | فضية      | جيسبل توردسيلا | ألعاب القوى                    | قرص السيدات F55                | 7 يونيو |
| 24  | فضية      | فرانسيس تشينغ | الشطرنج                        | فردي رجال معيار VI–B1          | 7 يونيو |
| 25  | فضية      | هنري روجر لوبيز جاسبر روم ساندر سيفيرينو | الشطرنج                        | فريق الرجال معيار PI           | 7 يونيو |
| 26  | فضية      | غاري بيجينو | السباحة                        | رجال 50 م فراشة S6             | 7 يونيو |
| 27  | فضية      | إرني جاويلان | السباحة                        | رجال فراشة S7                  | 7 يونيو |
| 28  | فضية      | غاري بيجينو | السباحة                        | رجال 50 م حرة S6               | 7 يونيو |
| 29  | فضية      | مارك فنسنت أغيلار ألفي كابانيوق جانيل كانيتي كايل كارلو كاراندانغ جون ري إسكالانتي مويزيس إسكوبار جيفرسون ليغاسيون ريني ماكابينغيل فريدي ماجدايو مارلون ناسيتا كينيث كريستوفر تابيا كليفورد تروسينو | كرة السلة على الكراسي المتحركة | بطولة الرجال 5x5               | 7 يونيو |
| 30  | فضية      | أرمَن سوباستي | الشطرنج                        | فردي رجال برقصة الرعد VI–B2/B3 | 8 يونيو |
| 31  | فضية      | ماركو تيناميسان | السباحة                        | رجال 100 م حرة S4              | 8 يونيو |
| 32  | فضية      | غاري بيجينو | السباحة                        | رجال 100 م حرة S6              | 8 يونيو |
| 33  | فضية      | أرييل أليغاربس | السباحة                        | رجال 100 م حرة S14             | 8 يونيو |

### البرونزية
| رقم | الميدالية | الاسم                                                    | الرياضة        | الحدث                          | التاريخ |
| --- | --------- | -------------------------------------------------------- | -------------- | ------------------------------ | ------- |
| 1   | برونزية   | رولاند سابيدو                                            | السباحة        | رجال 400 م حرة S9              | 4 يونيو |
| 2   | برونزية   | ماريتيس بورس                                             | ألعاب القوى    | رمي الجلة للسيدات F54          | 4 يونيو |
| 3   | برونزية   | جيسبل توردسيلا                                           | ألعاب القوى    | رمي الجلة للسيدات F55          | 4 يونيو |
| 4   | برونزية   | بيريزا روبلي                                             | السباحة        | سيدات 400 م حرة S6             | 4 يونيو |
| 5   | برونزية   | رافينيا كاربينا                                          | ألعاب القوى    | رمي الجلة للسيدات F20          | 4 يونيو |
| 6   | برونزية   | ماري آن تاغوينود                                         | الجودو         | سيدات –57 كجم J2               | 4 يونيو |
| 7   | برونزية   | كريستيان بيرلارمينو                                      | الجودو         | رجال –60 كجم J1                | 4 يونيو |
| 8   | برونزية   | موهايمين أولاغ                                           | السباحة        | رجال 100 م صدر SB9             | 4 يونيو |
| 9   | برونزية   | سيسيلو بيلوغ فرانسيس تشينغ رودولفو سارمينتو              | الشطرنج        | فريق رجال سريع VI–B1           | 4 يونيو |
| 10  | برونزية   | هنري روجر لوبيز                                          | الشطرنج        | فردي رجال سريع PI              | 4 يونيو |
| 11  | برونزية   | ميناندرو ريدور                                           | الشطرنج        | فردي رجال سريع VI–B2/B3        | 4 يونيو |
| 12  | برونزية   | إيفانجلين جاماو كاترينا مانغاوانغ إلينا بيليغرو          | الشطرنج        | فريق سيدات سريع VI–B1          | 4 يونيو |
| 13  | برونزية   | جيروم دوريا فرنانديز                                     | ألعاب القوى    | رجال 100 م T46                 | 5 يونيو |
| 14  | برونزية   | أرفي أريغلادو                                            | ألعاب القوى    | رجال 100 م T47                 | 5 يونيو |
| 15  | برونزية   | إرني جاويلان                                             | السباحة        | رجال 100 م ظهر S7              | 5 يونيو |
| 16  | برونزية   | سميث بيلي كارتييرا راكليو مارتينيز جونيور                | تنس الطاولة    | فريق رجال TT4                  | 5 يونيو |
| 17  | برونزية   | جوبيرت لومانتا ليو ماكالاندا جيسون أوكامبو               | تنس الطاولة    | فريق رجال TT8                  | 5 يونيو |
| 18  | برونزية   | لوسينا جارانيلا داروين سالفاسيون                         | تنس الطاولة    | زوجي مختلط T5                  | 6 يونيو |
| 19  | برونزية   | ماكيل ليتا                                               | ألعاب القوى    | رمح الرجال F56                 | 6 يونيو |
| 20  | برونزية   | كارليتو أغوستين جونيور كريستيان بيرلارمينو ديتيرسون أومس | الجودو         | فريق الرجال                    | 6 يونيو |
| 21  | برونزية   | جيروم دوريا فرنانديز                                     | ألعاب القوى    | رجال 400 م T46                 | 6 يونيو |
| 22  | برونزية   | روزالي توريفييل                                          | ألعاب القوى    | رمح السيدات F11                | 6 يونيو |
| 23  | برونزية   | سميث بيلي كارتييرا راكليو مارتينيز جونيور                | تنس الطاولة    | زوجي رجال TT4                  | 6 يونيو |
| 24  | برونزية   | ليو ماكالاندا جونا بينيا                                 | تنس الطاولة    | زوجي مختلط T6–7                | 6 يونيو |
| 25  | برونزية   | أندرو كيفن أرانديا ماري إلويس سابل                       | تنس الطاولة    | زوجي مختلط TT10                | 6 يونيو |
| 26  | برونزية   | ميني كاراغ ماري إلويس سابل                               | تنس الطاولة    | زوجي سيدات TT10                | 6 يونيو |
| 27  | برونزية   | جونا بينيا أنجيلا كويروبين                               | تنس الطاولة    | زوجي سيدات TT9                 | 6 يونيو |
| 28  | برونزية   | جيروم دوريا فرنانديز                                     | ألعاب القوى    | رجال 200 م T46                 | 7 يونيو |
| 29  | برونزية   | أرمون دينو                                               | ألعاب القوى    | رجال 200 م T47                 | 7 يونيو |
| 30  | برونزية   | سيندي أسوسانو                                            | ألعاب القوى    | رمح السيدات F54                | 7 يونيو |
| 31  | برونزية   | هنري روجر لوبيز                                          | الشطرنج        | فردي رجال كلاسيكي PI           | 7 يونيو |
| 32  | برونزية   | أرمون سوباستي                                            | الشطرنج        | فردي رجال كلاسيكي VI–B2/B3     | 7 يونيو |
| 33  | برونزية   | أنتوني أبوغادو سيسيلو بيلوغ فرانسيس تشينغ                | الشطرنج        | فريق رجال كلاسيكي VI–B1        | 7 يونيو |
| 34  | برونزية   | شيريل أنغوت                                              | الشطرنج        | فردي سيدات كلاسيكي PI          | 7 يونيو |
| 35  | برونزية   | إيفانجلين جاماو كاترينا مانغاوانغ إلينا بيليغرو          | الشطرنج        | فريق سيدات كلاسيكي VI–B1       | 7 يونيو |
| 36  | برونزية   | أديلين دومابونغ                                          | رفع الأثقال    | سيدات +86 كجم – أفضل رفع       | 7 يونيو |
| 37  | برونزية   | أديلين دومابونغ                                          | رفع الأثقال    | سيدات +86 كجم – مجموع الرفع    | 7 يونيو |
| 38  | برونزية   | ماركو تيناميسان                                          | السباحة        | رجال 50 م حرة S4               | 7 يونيو |
| 39  | برونزية   | كلير كاليسو                                              | السباحة        | سيدات 200 م حرة S14            | 7 يونيو |
| 40  | برونزية   | باز إينانو ليتا غلوريا غريس نادوا                        | الريشة الطائرة | زوجي سيدات WH1–WH2             | 8 يونيو |
| 41  | برونزية   | باز إينانو ليتا                                          | الريشة الطائرة | فردي سيدات WH2                 | 8 يونيو |
| 42  | برونزية   | فيليكس أغيليرا                                           | الشطرنج        | فردي رجال برقصة خاطفة PI       | 8 يونيو |
| 43  | برونزية   | فرانسيس تشينغ                                            | الشطرنج        | فردي رجال برقصة خاطفة VI–B1    | 8 يونيو |
| 44  | برونزية   | ميناندرو ريدور                                           | الشطرنج        | فردي رجال برقصة خاطفة VI–B2/B3 | 8 يونيو |
| 45  | برونزية   | سيسيلو بيلوغ فرانسيس تشينغ                               | الشطرنج        | فريق رجال برقصة خاطفة VI–B1    | 8 يونيو |
| 46  | برونزية   | شيريل أنغوت                                              | الشطرنج        | فردي سيدات برقصة خاطفة PI      | 8 يونيو |
| 47  | برونزية   | إيفانجلين جاماو كاترينا مانغاوانغ                        | الشطرنج        | فريق سيدات برقصة خاطفة VI–B1   | 8 يونيو |
| 48  | برونزية   | بابلو كاتالان                                            | تنس الطاولة    | فردي رجال TT10                 | 8 يونيو |
| 49  | برونزية   | لينارد سلطان                                             | تنس الطاولة    | فردي رجال TT9                  | 8 يونيو |

### الرياضة الاستعراضية
الميدالية المكتسبة في رياضة استعراضية غير محسوبة ضمن حصيلة الميداليات

## الحاصلون على ميداليات متعددة
| # | الميدالية | الاسم                                                                                  | الرياضة             | الحدث              | التاريخ |
| - | --------- | -------------------------------------------------------------------------------------- | ------------------- | ------------------ | ------- |
| 1 | ذهبية     | جاسبر أمبات جوشوا ديتيرا مايك أس تشيستر غونزاليس أشلي جوش باغوباسان مارفن أنجيلو رانون | الألعاب الإلكترونية | رجال موبايل ليجندز | 5 يونيو |

{| class="wikitable" style="text-align:center"
|-
! width=175|الاسم
! width=150|الرياضة
|bgcolor=gold width=60|ذهبية || bgcolor=silver width=60|فضية || bgcolor=#cc9966 width=60|برونزية
! width=60|المجموع
|-
|-
|align=right| دارّي برناردو || الشطرنج || bgcolor=#fffcaf| 6 || bgcolor=#e5e5e5| 0 || bgcolor=#eecc99| 0 || 6
|-
|align=right| تشيزر مندوزا || الشطرنج || bgcolor=#fffcaf| 5 || bgcolor=#e5e5e5| 1 || bgcolor=#eecc99| 0 || 6
|-
|align=right| أنجل أوتوم || السباحة || bgcolor=#fffcaf| 4 || bgcolor=#e5e5e5| 0 || bgcolor=#eecc99| 0 || 4
|-
|align=right| أرييل أليغاربس || السباحة || bgcolor=#fffcaf| 2 || bgcolor=#e5e5e5| 3 || bgcolor=#eecc99| 0 || 5
|-
|align=right| غاري بيجينو || السباحة || bgcolor=#fffcaf| 2 || bgcolor=#e5e5e5| 3 || bgcolor=#eecc99| 0 || 5
|-
|align=right| ساندر سيفرينو || الشطرنج || bgcolor=#fffcaf| 2 || bgcolor=#e5e5e5| 3 || bgcolor=#eecc99| 0 || 5
|-
|align=right| إرني جاويلان || السباحة || bgcolor=#fffcaf| 2 || bgcolor=#e5e5e5| 2 || bgcolor=#eecc99| 1 || 5
|-
|align=right| شيريل أنغوت || الشطرنج || bgcolor=#fffcaf| 2 || bgcolor=#e5e5e5| 1 || bgcolor=#eecc99| 2 || 5
|-
|align=right| أرمان سوباستي || الشطرنج || bgcolor=#fffcaf| 2 || bgcolor=#e5e5e5| 1 || bgcolor=#eecc99| 1 || 4
|-
|align=right| ميناندرو ريدور || الشطرنج || bgcolor=#fffcaf| 2 || bgcolor=#e5e5e5| 0 || bgcolor=#eecc99| 2 || 4
|-
|align=right| سيندي أسوسانو || ألعاب القوى || bgcolor=#fffcaf| 2 || bgcolor=#e5e5e5| 0 || bgcolor=#eecc99| 1 || 3
|-
|align=right| إيفاريستو كاربونيل || ألعاب القوى || bgcolor=#fffcaf| 2 || bgcolor=#e5e5e5| 0 || bgcolor=#eecc99| 0 || 2
|-
|align=right| أندريه كويزون || ألعاب القوى || bgcolor=#fffcaf| 2 || bgcolor=#e5e5e5| 0 || bgcolor=#eecc99| 0 || 2
|-
|align=right| جيرولد مانغليوان || ألعاب القوى || bgcolor=#fffcaf| 2 || bgcolor=#e5e5e5| 0 || bgcolor=#eecc99| 0 || 2
|-
|align=right| كينغ جيمس ريزيس || ألعاب القوى || bgcolor=#fffcaf| 1 || bgcolor=#e5e5e5| 2 || bgcolor=#eecc99| 0 || 3
|-
|align=right| جيسيبيل تورديسيلا || ألعاب القوى || bgcolor=#fffcaf| 1 || bgcolor=#e5e5e5| 1 || bgcolor=#eecc99| 1 || 3
|-
|align=right| ماردول باماتيان || رفع الأثقال || bgcolor=#fffcaf| 1 || bgcolor=#e5e5e5| 1 || bgcolor=#eecc99| 0 || 2
|-
|align=right| فيليكس أغيليرا || الشطرنج || bgcolor=#fffcaf| 1 || bgcolor=#e5e5e5| 0 || bgcolor=#eecc99| 1 || 2
|-
|align=right| روزالي تورفيل || ألعاب القوى || bgcolor=#fffcaf| 1 || bgcolor=#e5e5e5| 0 || bgcolor=#eecc99| 1 || 2
|-
|align=right| هنري روجر لوبيز || الشطرنج || bgcolor=#fffcaf| 0 || bgcolor=#e5e5e5| 2 || bgcolor=#eecc99| 2 || 4
|-
|align=right| أرڤي أرجلادو || ألعاب القوى || bgcolor=#fffcaf| 0 || bgcolor=#e5e5e5| 2 || bgcolor=#eecc99| 1 || 3
|-
|align=right| ماركو تيناميسان || السباحة || bgcolor=#fffcaf| 0 || bgcolor=#e5e5e5| 2 || bgcolor=#eecc99| 1 || 3
|-
|align=right| ألفي كابانوج || كرة السلة على الكراسي المتحركة || bgcolor=#fffcaf| 0 || bgcolor=#e5e5e5| 2 || bgcolor=#eecc99| 0 || 2
|-
|align=right| جون ري إسكالانتي || كرة السلة على الكراسي المتحركة || bgcolor=#fffcaf| 0 || bgcolor=#e5e5e5| 2 || bgcolor=#eecc99| 0 || 2
|-
|align=right| أتشيل غويون || رفع الأثقال || bgcolor=#fffcaf| 0 || bgcolor=#e5e5e5| 2 || bgcolor=#eecc99| 0 || 2
|-
|align=right| رينيه ماكابينغويل || كرة السلة على الكراسي المتحركة || bgcolor=#fffcaf| 0 || bgcolor=#e5e5e5| 2 || bgcolor=#eecc99| 0 || 2
|-
|align=right| كينيث كريستوفر تابيا || كرة السلة على الكراسي المتحركة || bgcolor=#fffcaf| 0 || bgcolor=#e5e5e5| 2 || bgcolor=#eecc99| 0 || 2
|-
|align=right| كليفورد تروسينو || كرة السلة على الكراسي المتحركة || bgcolor=#fffcaf| 0 || bgcolor=#e5e5e5| 2 || bgcolor=#eecc99| 0 || 2
|-
|align=right| فرانسيس تشينغ|| الشطرنج || bgcolor=#fffcaf| 0 || bgcolor=#e5e5e5| 1 || bgcolor=#eecc99| 4 || 5
|-
|align=right| ماريتس بورسي || ألعاب القوى || bgcolor=#fffcaf| 0 || bgcolor=#e5e5e5| 1 || bgcolor=#eecc99| 1 || 2
|-
|align=right| أرمان دينو || ألعاب القوى || bgcolor=#fffcaf| 0 || bgcolor=#e5e5e5| 1 || bgcolor=#eecc99| 1 || 2
|-
|align=right| مايكيل ليطا || ألعاب القوى || bgcolor=#fffcaf| 0 || bgcolor=#e5e5e5| 1 || bgcolor=#eecc99| 1 || 2
|-
|align=right| ديتيرسون أومس || الجودو || bgcolor=#fffcaf| 0 || bgcolor=#e5e5e5| 1 || bgcolor=#eecc99| 1 || 2
|-
|align=right| لينارد سلطان || تنس الطاولة || bgcolor=#fffcaf| 0 || bgcolor=#e5e5e5| 1 || bgcolor=#eecc99| 1 || 2
|-
|align=right| جيروم دوريا فرنانديز || ألعاب القوى || bgcolor=#fffcaf| 0 || bgcolor=#e5e5e5| 0 || bgcolor=#eecc99| 3 || 3
|-
|align=right| إيفانجلين جاماو || الشطرنج || bgcolor=#fffcaf| 0 || bgcolor=#e5e5e5| 0 || bgcolor=#eecc99| 3 || 3
|-
|align=right| ماريا كاترينا مانغاوانغ || الشطرنج || bgcolor=#fffcaf| 0 || bgcolor=#e5e5e5| 0 || bgcolor=#eecc99| 3 || 3
|-
|align=right| كريستيان بيلارمينو || الجودو || bgcolor=#fffcaf| 0 || bgcolor=#e5e5e5| 0 || bgcolor=#eecc99| 2 || 2
|-
|align=right| سيسيلو بيلوغ || الشطرنج || bgcolor=#fffcaf| 0 || bgcolor=#e5e5e5| 0 || bgcolor=#eecc99| 2 || 2
|-
|align=right| سميث بيلي كارتيرا || تنس الطاولة || bgcolor=#fffcaf| 0 || bgcolor=#e5e5e5| 0 || bgcolor=#eecc99| 2 || 2
|-
|align=right| أديلين دومابونغ || رفع الأثقال || bgcolor=#fffcaf| 0 || bgcolor=#e5e5e5| 0 || bgcolor=#eecc99| 2 || 2
|-
|align=right| باز إينانو ليطا || الريشة الطائرة || bgcolor=#fffcaf| 0 || bgcolor=#e5e5e5| 0 || bgcolor=#eecc99| 2 || 2
|-
|align=right| راكليو مارتينيز جونيور || تنس الطاولة || bgcolor=#fffcaf| 0 || bgcolor=#e5e5e5| 0 || bgcolor=#eecc99| 2 || 2
|-
|align=right| ماري إلويس سابل || تنس الطاولة || bgcolor=#fffcaf| 0 || bgcolor=#e5e5e5| 0 || bgcolor=#eecc99| 2 || 2
|-
|}

## ملخص الميداليات
| الميداليات حسب الرياضة         | الميداليات حسب الرياضة | الميداليات حسب الرياضة | الميداليات حسب الرياضة | الميداليات حسب الرياضة | الميداليات حسب الرياضة |
| الرياضة                        | الأول                  | الثاني                 | الثالث                 | المجموع                | الترتيب                |
| ------------------------------ | ---------------------- | ---------------------- | ---------------------- | ---------------------- | ---------------------- |
| الشطرنج                        | 13                     | 7                      | 15                     | 35                     | 2                      |
| ألعاب القوى                    | 10                     | 10                     | 11                     | 31                     | 6                      |
| السباحة                        | 10                     | 9                      | 6                      | 25                     | 6                      |
| رفع الأثقال                    | 1                      | 3                      | 2                      | 6                      | 6                      |
| كرة السلة على الكراسي المتحركة | 0                      | 2                      | 0                      | 2                      | 3                      |
| تنس الطاولة                    | 0                      | 1                      | 10                     | 11                     | 5                      |
| الجودو                         | 0                      | 1                      | 3                      | 4                      | 5                      |
| الريشة الطائرة                 | 0                      | 0                      | 2                      | 2                      | 5                      |
| الإجمالي                       | 34                     | 33                     | 49                     | 116                    | 5                      |

| الميداليات حسب الرياضة | الميداليات حسب الرياضة | الميداليات حسب الرياضة | الميداليات حسب الرياضة | الميداليات حسب الرياضة | الميداليات حسب الرياضة |
| الرياضة                | الأول                  | الثاني                 | الثالث                 | المجموع                | الترتيب                |
| ---------------------- | ---------------------- | ---------------------- | ---------------------- | ---------------------- | ---------------------- |
| الرياضات الإلكترونية   | 1                      | 0                      | 0                      | 1                      | 1                      |
| الإجمالي               | 1                      | 0                      | 0                      | 1                      | 1                      |

| اليوم   | التاريخ | الأول | الثاني | الثالث | المجموع |
| ------- | ------- | ----- | ------ | ------ | ------- |
| 1       | 3 يونيو | 0     | 1      | 0      | 1       |
| 2       | 4 يونيو | 9     | 10     | 12     | 31      |
| 3       | 5 يونيو | 4     | 5      | 5      | 14      |
| 4       | 6 يونيو | 6     | 4      | 10     | 20      |
| 5       | 7 يونيو | 10    | 9      | 12     | 30      |
| 6       | 8 يونيو | 6     | 4      | 10     | 20      |
| المجموع | المجموع | 34    | 33     | 49     | 116     |

## ألعاب القوى

### للرجال
أحداث المضمار والطريق
| الرياضي                 | الحدث | الفئة | التصفيات | التصفيات | التصفيات | النهائي  | النهائي  |
| الرياضي                 | الحدث | الفئة | الجولة   | الوقت    | الترتيب  | الوقت    | الترتيب  |
| ----------------------- | ----- | ----- | -------- | -------- | -------- | -------- | -------- |
| جيروم دوريا فرنانديز    | 100م  | T46   | —        | —        | —        | 12.11    | الثالث   |
| أرفي أريغلادو           | 100م  | T47   | —        | —        | —        | 11.35    | الثالث   |
| أرمان دينو              | 100م  | T47   | —        | —        | —        | 11.71    | 4        |
| جولان كاماشو            | 200م  | T12   | —        | —        | —        | DNS      | —        |
| جيروم دوريا فرنانديز    | 200م  | T46   | —        | —        | —        | 24.43    | الثالث   |
| أرفي أريغلادو           | 200م  | T47   | —        | —        | —        | DNS      | —        |
| أرمان دينو              | 200م  | T47   | —        | —        | —        | 23.55    | الثالث   |
| جيرولد مانغليوان        | 200م  | T52   | —        | —        | —        | 32.99    | الأول    |
| رودريغو بوديوتان جونيور | 200م  | T52   | —        | —        | —        | 34.58    | 3        |
| جولان كاماشو            | 400م  | T12   | 2        | DNF      | —        | لم يتأهل | لم يتأهل |
| رون-راسل ميترا          | 400م  | T20   | 2        | 52.86    | 3مؤهل    | 52.60    | 7        |
| أنتوني بيرالطا          | 400م  | T20   | 1        | 52.98    | 4مؤهل    | 52.28    | 6        |
| جيروم دوريا فرنانديز    | 400م  | T46   | —        | —        | —        | 54.51    | الثالث   |
| أرمان دينو              | 400م  | T47   | —        | —        | —        | 52.96    | الثاني   |
| جيرولد مانغليوان        | 400م  | T52   | —        | —        | —        | 1:01.93  | الأول    |
| رودريغو بوديوتان جونيور | 400م  | T52   | —        | —        | —        | 1:03.65  | 3        |
| دانيال إنديريس جونيور   | 800م  | T20   | —        | —        | —        | 2:12.10  | 6        |
| أنتوني بيرالطا          | 800م  | T20   | —        | —        | —        | 2:30.24  | 8        |
| كينغ جيمس رييس          | 800م  | T46   | —        | —        | —        | 2:13.22  | الأول    |
| دانيال إنديريس جونيور   | 1500م | T20   | —        | —        | —        | 4:28.26  | 5        |
| كينغ جيمس رييس          | 1500م | T46   | —        | —        | —        | 4:24.85  | الثاني   |
| دانيال إنديريس جونيور   | 5000م | T20   | —        | —        | —        | 18:35.20 | 4        |
| كينغ جيمس رييس          | 5000م | T46   | —        | —        | —        | 18:50.16 | الثاني   |

الأحداث الميدانية
| الرياضي            | الحدث         | الفئة  | النهائي | النهائي |
| الرياضي            | الحدث         | الفئة  | المسافة | المركز  |
| ------------------ | ------------- | ------ | ------- | ------- |
| إيفاريستو كاربونيل | رمي القرص     | F11    | 25.67   | الأول   |
| جويل بالتوكان      | رمي القرص     | F55    | 24.13   | 4       |
| مايكيل ليتا        | رمي القرص     | F56    | 24.25   | الثاني  |
| آندي أفيلانا       | قفز عالي      | T42–44 | 1.45    | 8       |
| إيفاريستو كاربونيل | رمي الرمح     | F11    | 23.98   | الأول   |
| أندري كويزون       | رمي الرمح     | F54    | 19.03   | الأول   |
| جويل بالتوكان      | رمي الرمح     | F55    | 22.05   | 4       |
| مايكيل ليتا        | رمي الرمح     | F56    | 19.37   | الثالث  |
| جولان كاماشو       | القفز الطويل  | T11–12 | 5.75    | الثاني  |
| رون-راسل ميترا     | القفز الطويل  | T20    | 6.24    | 5       |
| آندي أفيلانا       | القفز الطويل  | T42–44 | 3.22    | 6       |
| أرفي أريغلادو      | القفز الطويل  | T47    | 5.70    | الثاني  |
| أندري كويزون       | رمي الثقل     | F54    | 7.27    | الأول   |
| جويل بالتوكان      | رمي الثقل     | F55    | 7.55    | 5       |
| مايكيل ليتا        | رمي الثقل     | F56    | 7.38    | 4       |
| أرفي أريغلادو      | القفز الثلاثي | T47    | 11.81   | الثاني  |

### للسيدات
السباقات والمسافات المقطوعة
| الرياضي            | الحدث | الفئة | النهائي | النهائي |
| الرياضي            | الحدث | الفئة | الزمن   | المركز  |
| ------------------ | ----- | ----- | ------- | ------- |
| برودنسيا باناليغان | 200م  | T54   | 35.37   | 4       |
| ريمي روز فلوريس    | 400م  | T20   | 1:11.41 | 5       |
| ريمي روز فلوريس    | 800م  | T20   | 2:55.51 | 5       |
| ريمي روز فلوريس    | 1500م | T20   | 6:02.99 | 4       |

الأحداث الميدانية
| الرياضي         | الحدث     | الفئة | النهائي | النهائي |
| الرياضي         | الحدث     | الفئة | المسافة | المركز  |
| --------------- | --------- | ----- | ------- | ------- |
| جانيت أسيفيدا   | رمي القرص | F11   | 16.28   | 6       |
| روزالي تورفيفيل | رمي القرص | F11   | 19.57   | الثالث  |
| سندي أوسانو     | رمي القرص | F54   | 13.46   | الثالث  |
| ماريتس بورسي    | رمي القرص | F54   | 13.06   | 4       |
| جيسيبل توردسيلا | رمي القرص | F55   | 14.42   | الثاني  |
| جانيت أسيفينا   | رمي الرمح | F11   | 12.69   | 6       |
| روزالي تورفيفيل | رمي الرمح | F11   | 19.33   | الأول   |
| سندي أوسانو     | رمي الرمح | F54   | 13.74   | الأول   |
| ماريتس بورسي    | رمي الرمح | F54   | 11.96   | الثاني  |
| جيسيبل توردسيلا | رمي الرمح | F55   | 13.62   | الثاني  |
| جانيت أسيفيدا   | رمي الثقل | F11   | 5.97    | 4       |
| روزالي تورفيفيل | رمي الثقل | F11   | 5.94    | 5       |
| رافينيا كاربينا | رمي الثقل | F20   | 9.37    | الثالث  |
| سندي أوسانو     | رمي الثقل | F54   | 5.77    | الأول   |
| ماريتس بورسي    | رمي الثقل | F54   | 4.84    | الثالث  |
| جيسيبل توردسيلا | رمي الثقل | F55   | 5.45    | الثالث  |

## الريشة الطائرة

### للرجال
| الرياضي                                  | الحدث | الفئة | مرحلة المجموعات                 | مرحلة المجموعات                         | مرحلة المجموعات                           | مرحلة المجموعات | ربع النهائي     | نصف النهائي     | النهائي         | النهائي  |
| الرياضي                                  | الحدث | الفئة | المنافس النتيجة                 | المنافس النتيجة                         | المنافس النتيجة                           | الترتيب         | المنافس النتيجة | المنافس النتيجة | المنافس النتيجة | الترتيب  |
| ---------------------------------------- | ----- | ----- | ------------------------------- | --------------------------------------- | ----------------------------------------- | --------------- | --------------- | --------------- | --------------- | -------- |
| جوزيف أسوك                               | فردي  | SL3   | سوي (كمبوديا) · خسارة 0–2       | نورجامان (إندونيسيا) · خسارة 0–2 · WO   | —                                         | 3               | لم يتأهل        | لم يتأهل        | لم يتأهل        | لم يتأهل |
| باسل هيرموجينيس                          | فردي  | SL3   | تريه (فيتنام) · خسارة 0–2       | بونسون (تايلاند) · خسارة 0–2            | —                                         | 3               | لم يتأهل        | لم يتأهل        | لم يتأهل        | لم يتأهل |
| أنطونيو ديلا كروز جونيور                 | فردي  | SU5   | تشوا (كمبوديا) · فوز 2–0        | بوترا (إندونيسيا) · خسارة 0–2           | أزري (ماليزيا) · خسارة 0–2                | 3               | لم يتأهل        | لم يتأهل        | لم يتأهل        | لم يتأهل |
| أنطونيو ديلا كروز جونيور باسل هيرموجينيس | زوجي  | SU5   | تشي · وي (سنغافورة) · خسارة 0–2 | نوغروهو · بوترا (إندونيسيا) · خسارة 0–2 | بورهان الدين · سيبي (ماليزيا) · خسارة 0–2 | 4               | لم يتأهل        | لم يتأهل        | لم يتأهل        | لم يتأهل |

### للسيدات
| اللاعبة                           | الحدث | الفئة   | مرحلة المجموعات                          | مرحلة المجموعات                         | مرحلة المجموعات                         | مرحلة المجموعات              | مرحلة المجموعات | نصف النهائي                    | النهائي         | النهائي  |
| اللاعبة                           | الحدث | الفئة   | المنافس النتيجة                          | المنافس النتيجة                         | المنافس النتيجة                         | المنافس النتيجة              | الترتيب         | المنافس النتيجة                | المنافس النتيجة | الترتيب  |
| --------------------------------- | ----- | ------- | ---------------------------------------- | --------------------------------------- | --------------------------------------- | ---------------------------- | --------------- | ------------------------------ | --------------- | -------- |
| أردينيا بيرموديز                  | فردي  | SH6     | سايانغ (تايلاند) · خسارة 0–2             | إيريانتي (إندونيسيا) · خسارة 0–2        | مارلينا (إندونيسيا) · خسارة 0–2         | —                            | 4               | لم يتأهل                       | لم يتأهل        | لم يتأهل |
| سييلو هوناسان                     | فردي  | SL4     | سرينافاكول (تايلاند) · خسارة 0–2         | برييانتي (إندونيسيا) · خسارة 0–2        | صديقة (إندونيسيا) · خسارة 0–2           | —                            | 4               | لم يتأهل                       | لم يتأهل        | لم يتأهل |
| ماري كونسيبسيون                   | فردي  | WH1     | نادوا (الفلبين) · خسارة 0–2              | بينتشاي (تايلاند) · خسارة 0–2           | بوكهام (تايلاند) · خسارة 0–2            | ثينجون (تايلاند) · خسارة 0–2 | 4               | لم يتأهل                       | لم يتأهل        | لم يتأهل |
| غلوريا جريس نادوا                 | فردي  | WH1     | كونسيبسيون (الفلبين) · فوز 2–0           | ثينجون (تايلاند) · خسارة 0–2            | بينتشاي (تايلاند) · خسارة 0–2           | بوكهام (تايلاند) · خسارة 0–2 | 3               | لم يتأهل                       | لم يتأهل        | لم يتأهل |
| إيميلدا ليجازبي                   | فردي  | WH2     | هوآنغ (فيتنام) · خسارة 0–2               | ويتويثان (تايلاند) · خسارة 0–2          | —                                       | —                            | 3               | لم يتأهل                       | لم يتأهل        | لم يتأهل |
| باز إينانو ليتا                   | فردي  | WH2     | لي (فيتنام) · خسارة 1–2                  | يي (كمبوديا) · فوز 2–0                  | —                                       | —                            | 2               | ويتويثان (تايلاند) · خسارة 0–2 | لم يتأهل        | الثالث   |
| ماري كونسيبسيون إيميلدا ليجازبي   | زوجي  | WH1–WH2 | ليتا · نادوا (الفلبين) · خسارة 0–2       | بوكهام · ويتويثان (تايلاند) · خسارة 0–2 | بينتشاي · ثينجون (تايلاند) · خسارة 0–2  | —                            | 4               | —                              | —               | —        |
| باز إينانو ليتا غلوريا جريس نادوا | زوجي  | WH1–WH2 | كونسيبسيون · ليجازبي (الفلبين) · فوز 2–0 | بينتشاي · ثينجون (تايلاند) · خسارة 0–2  | بوكهام · ويتويثان (تايلاند) · خسارة 0–2 | —                            | —               | —                              | —               | الثالث   |

### الزوجي المختلط
| اللاعبان                       | الفئة   | مرحلة المجموعات                      | مرحلة المجموعات                      | مرحلة المجموعات | مرحلة المجموعات | نصف النهائي     | النهائي         | النهائي  |
| اللاعبان                       | الفئة   | المنافس النتيجة                      | المنافس النتيجة                      | المنافس النتيجة | الترتيب         | المنافس النتيجة | المنافس النتيجة | الترتيب  |
| ------------------------------ | ------- | ------------------------------------ | ------------------------------------ | --------------- | --------------- | --------------- | --------------- | -------- |
| باسيل هيرموغينيس سييلو هوناسان | SL3–SU5 | أوكتيل · رامداني (إندونيسيا) · L 0–2 | ساينسوبا · تيماروم (تايلاند) · L 0–2 | —               | 3               | لم يتأهل        | لم يتأهل        | لم يتأهل |

## بوتشيا

### للرجال
| اللاعب            | الحدث | الفئة | مرحلة المجموعات                 | مرحلة المجموعات                   | مرحلة المجموعات                   | مرحلة المجموعات | نصف النهائي                   | النهائي / BM                   | النهائي / BM |
| اللاعب            | الحدث | الفئة | المنافس النتيجة                 | المنافس النتيجة                   | المنافس النتيجة                   | الترتيب         | المنافس النتيجة               | المنافس النتيجة                | الترتيب      |
| ----------------- | ----- | ----- | ------------------------------- | --------------------------------- | --------------------------------- | --------------- | ----------------------------- | ------------------------------ | ------------ |
| جوي إريغا دي ليون | فردي  | BC1   | خاون (لاوس) · خسارة 3–6         | أبوروسامي (ماليزيا) · فوز 7–1     | هوادبراديت (تايلاند) · خسارة 2–7  | 4               | شافا (إندونيسيا) · خسارة 0–15 | ثيبداينغ (تايلاند) · خسارة 2–4 | 4            |
| جون كوينتانا      | فردي  | BC1   | شافا (إندونيسيا) · خسارة 1–6    | ثيبداينغ (تايلاند) · خسارة 1–8    | هونسينغ (ماليزيا) · فوز 5–2       | 3               | لم يتأهل                      | لم يتأهل                       | لم يتأهل     |
| ديفيد غونزاغا     | فردي  | BC2   | سينجامبا (تايلاند) · خسارة 0–14 | يودا (إندونيسيا) · خسارة 0–16     | سوكشي (كمبوديا) · خسارة 3–6       | 4               | لم يتأهل                      | لم يتأهل                       | لم يتأهل     |
| جون لويد فيلارويا | فردي  | BC2   | فونغسا (تايلاند) · خسارة 0–9    | نوح (ماليزيا) · خسارة 1–13        | لي (لاوس) · خسارة 1–5             | 4               | لم يتأهل                      | لم يتأهل                       | لم يتأهل     |
| رامون أبيلادو     | فردي  | BC4   | لاربيين (تايلاند) · خسارة 0–10  | سوغيارطا (إندونيسيا) · خسارة 2–12 | بامونغكاس (إندونيسيا) · خسارة 4–5 | 4               | لم يتأهل                      | لم يتأهل                       | لم يتأهل     |

### للسيدات
| الرياضي           | الحدث | الفئة | مرحلة المجموعات            | مرحلة المجموعات                  | مرحلة المجموعات                | مرحلة المجموعات | نصف النهائي                | النهائي / BM                   | النهائي / BM |
| الرياضي           | الحدث | الفئة | المنافس النتيجة            | المنافس النتيجة                  | المنافس النتيجة                | الترتيب         | المنافس النتيجة            | المنافس النتيجة                | الترتيب      |
| ----------------- | ----- | ----- | -------------------------- | -------------------------------- | ------------------------------ | --------------- | -------------------------- | ------------------------------ | ------------ |
| دانييلا كاتاكوتان | فردي  | BC2   | نغوين (فيتنام) · خسارة 0–7 | تشاني (كمبوديا) · فوز 5–1        | زايانا (إندونيسيا) · خسارة 4–8 | 3               | لم تتأهل                   | لم تتأهل                       | لم تتأهل     |
| ميشيل فرنانديز    | فردي  | BC4   | ساري (كمبوديا) · فوز 6–0   | خياوجانترا (تايلاند) · خسارة 1–8 | —                              | 2               | سالم (ماليزيا) · خسارة 1–6 | فونسيلا (تايلاند) · خسارة 0–14 | 4            |

### مختلط
| الرياضي                                            | الحدث | الفئة | مرحلة المجموعات                              | مرحلة المجموعات                          | مرحلة المجموعات                    | مرحلة المجموعات                   | مرحلة المجموعات | نصف النهائي                | النهائي / BM              | النهائي / BM |
| الرياضي                                            | الحدث | الفئة | المنافس النتيجة                              | المنافس النتيجة                          | المنافس النتيجة                    | المنافس النتيجة                   | الترتيب         | المنافس النتيجة            | المنافس النتيجة           | الترتيب      |
| -------------------------------------------------- | ----- | ----- | -------------------------------------------- | ---------------------------------------- | ---------------------------------- | --------------------------------- | --------------- | -------------------------- | ------------------------- | ------------ |
| رامون أبيلادو ميشيل فرنانديز                       | زوجي  | BC4   | بورباواتي · سوجيارتا (إندونيسيا) · خسارة 4–5 | فونسيلا · سومسانوك (تايلاند) · خسارة 2–9 | رحمن · سالم (ماليزيا) · خسارة 1–10 | ناك · ساري (كمبوديا) · خسارة 0–13 | 5               | لم تتأهل                   | لم تتأهل                  | لم تتأهل     |
| دانييلا كاتاكوتان جوي إيريغا دي ليون ديفيد غونزاغا | فريق  | BC1–2 | ماليزيا (MAS) · فوز 6–4                      | إندونيسيا (INA) · خسارة 1–18             | —                                  | —                                 | 2               | تايلاند (THA) · خسارة 0–28 | كمبوديا (CAM) · خسارة 3–6 | 4            |

## الشطرنج

### للرجال
| الرياضي                                     | الحدث              | الفئة    | دور المجموعات                       | دور المجموعات                     | دور المجموعات                    | دور المجموعات                   | دور المجموعات                        | دور المجموعات                         | دور المجموعات |
| الرياضي                                     | الحدث              | الفئة    | الجولة 1                            | الجولة 2                          | الجولة 3                         | الجولة 4                        | الجولة 5                             | الجولة 6                              | الترتيب       |
| ------------------------------------------- | ------------------ | -------- | ----------------------------------- | --------------------------------- | -------------------------------- | ------------------------------- | ------------------------------------ | ------------------------------------- | ------------- |
| هنري روجر لوبيز                             | الفردي – السريع    | PI       | دونغ (فيتنام) · ف 1–0               | تيرتو (إندونيسيا) · ت 0.5–0.5     | دين (إندونيسيا) · ف 1–0          | روم (الفلبين) · ف 1–0           | ساندر سيفيرينو (الفلبين) · خ 0–1     | نغوين (فيتنام) · ف 1–0                | الثالث        |
| جاسبر روم                                   | الفردي – السريع    | PI       | دي أراوجو (تيمور الشرقية) · ف 1–0   | نغوين (فيتنام) · ف 1–0            | ساندر سيفيرينو (الفلبين) · خ 0–1 | لوبيز (الفلبين) · خ 0–1         | خونمي (تايلاند) · ف 1–0              | أن توان نغوين (فيتنام) · خ 0–1        | 10            |
| ساندر سيفيرينو                              | الفردي – السريع    | PI       | نزمي (ماليزيا) · ف 1–0              | دين (إندونيسيا) · ف 1–0           | روم (الفلبين) · ف 1–0            | فيردوس (إندونيسيا) · ت 0.5–0.5  | لوبيز (الفلبين) · ف 1–0              | تيرتو (إندونيسيا) · خ 0–1             | الثاني        |
| سيسيليو بيلوغ                               | الفردي – السريع    | VI-B1    | فيتريانتو (إندونيسيا) · ت 0.5–0.5   | لي (فيتنام) · خ 0–1               | ثان (مينمار) · ف 1–0             | تشينغ (الفلبين) · خ 0–1         | ساينبوتش (تايلاند) · خ 0–1           | دو ريغو (تيمور الشرقية) · ف 1–0       | 13            |
| فرانسيس تشينغ                               | الفردي – السريع    | VI-B1    | نورهيليم (ماليزيا) · ف 1–0          | سوبيان (إندونيسيا) · ت 0.5–0.5    | كاونغ (مينمار) · خ 0–1           | بيلوغ (الفلبين) · ف 1–0         | فيتريانتو (إندونيسيا) · خ 0–1        | ميو (مينمار) · ف 1–0                  | 7             |
| رودولفو سارمينتو                            | الفردي – السريع    | VI-B1    | دو ريغو (تيمور الشرقية) · ف 1–0     | كاونغ (مينمار) · خ 0–1            | تشيميام (تايلاند) · ف 1–0        | سوبيان (إندونيسيا) · خ 0–1      | جواهري (ماليزيا) · ف 1–0             | لي (فيتنام) · خ 0–1                   | 10            |
| داري برناردو                                | الفردي – السريع    | VI-B2/B3 | بيليغرو (الفلبين) · ف 1–0           | مو (مينمار) · ف 1–0               | ريدور (الفلبين) · ف 1–0          | ساتريو (إندونيسيا) · ف 1–0      | جومادي (إندونيسيا) · ف 1–0           | فام (فيتنام) · ف 1–0                  | الأول         |
| إسرائيل بيليغرو                             | الفردي – السريع    | VI-B2/B3 | برناردو (الفلبين) · خ 0–1           | لاي (ماليزيا) · ف 1–0             | ترينه (فيتنام) · خ 0–1           | هارتونو (إندونيسيا) · ت 0.5–0.5 | هلا (مينمار) · ف 1–0                 | آنغ (ماليزيا) · ت 0.5–0.5             | 10            |
| ميناندرو ريدور                              | الفردي – السريع    | VI-B2/B3 | ترينه (فيتنام) · ف 1–0              | هارتونو (إندونيسيا) · ف 1–0       | برناردو (الفلبين) · خ 0–1        | آنغ (ماليزيا) · ف 1–0           | ساتريو (إندونيسيا) · خ 0–1           | جومادي (إندونيسيا) · ت 0.5–0.5        | الثالث        |
| هنري روجر لوبيز                             | الفردي – الكلاسيكي | PI       | خونمي (تايلاند) · ف 1–0             | ثاساناميثين (تايلاند) · ت 0.5–0.5 | دونغ (فيتنام) · ف 1–0            | دين (إندونيسيا) · ت 0.5–0.5     | تيرتو (إندونيسيا) · ت 0.5–0.5        | نزمي (ماليزيا) · ف 1–0                | الثالث        |
| جاسبر روم                                   | الفردي – الكلاسيكي | PI       | ماكسوم فيرداوس (إندونيسيا) · خ 0–1  | ساندر سيفيرينو (الفلبين) · خ 0–1  | تشانتا تشوك (كمبوديا) · ف 1–0    | يودثانا خونمي (تايلاند) · ف 1–0 | أرديان سياه مومينغ (ماليزيا) · ف 1–0 | نجوين أنه توآن (فيتنام) · ف 1–0       | 4             |
| ساندر سيفيرينو                              | الفردي – الكلاسيكي | PI       | ألفريتس دين (إندونيسيا) · ت 0.5–0.5 | جاسبر روم (الفلبين) · ف 1–0       | نجوين أنه توآن (فيتنام) · ف 1–0  | تيرتو (إندونيسيا) · خ 0–1       | ماكسوم فيرداوس (إندونيسيا) · خ 0–1   | ميثافي تساناناميثين (تايلاند) · ف 1–0 | 7             |
| أنتوني أبوغادو                              | الفردي – الكلاسيكي | VI-B1    | جوهاري (ماليزيا) · ف 1–0            | فيتريانتو (إندونيسيا) · خ 0–1     | ساينبوتش (تايلاند) · ت 0.5–0.5   | تشينج (الفلبين) · خ 0–1         | أونغ (مينمار) · ف 1–0                | نورحليم (ماليزيا) · خ 0–1             | 11            |
| سيسيلو بيلوغ                                | الفردي – الكلاسيكي | VI-B1    | فيتريانتو (إندونيسيا) · خ 0–1       | دو ريغو (تيمور الشرقية) · ف 1–0   | تشينج (الفلبين) · خ 0–1          | جوهاري (ماليزيا) · ت 0.5–0.5    | يوغا (إندونيسيا) · خ 0–1             | سريراكسا (تايلاند) · ت 0.5–0.5        | 16            |
| فرانسيس تشينج                               | الفردي – الكلاسيكي | VI-B1    | تشيميام (تايلاند) · ف 1–0           | داو (فيتنام) · خ 0–1              | بيلوغ (الفلبين) · ف 1–0          | أبوغادو (الفلبين) · ف 1–0       | فيتريانتو (إندونيسيا) · ف 1–0        | كاونغ (مينمار) · ت 0.5–0.5            | الثاني        |
| دارّي برناردو                                | الفردي – الكلاسيكي | VI-B2/B3 | ترينه (فيتنام) · ف 1–0              | سوباستي (الفلبين) · ف 1–0         | جومادي (إندونيسيا) · ت 0.5–0.5   | ساتريو (إندونيسيا) · ف 1–0      | ماو (مينمار) · ت 0.5–0.5             | ريدور (الفلبين) · ف 1–0               | الأول         |
| ميناندرو ريدور                              | الفردي – الكلاسيكي | VI-B2/B3 | ماو (مينمار) · ف 1–0                | آنغ (ماليزيا) · ف 1–0             | ساتريو (إندونيسيا) · خ 0–1       | فام (فيتنام) · ف 1–0            | هارتونو (إندونيسيا) · ف 1–0          | برناردو (الفلبين) · خ 0–1             | 6             |
| أرمان سوباستي                               | الفردي – الكلاسيكي | VI-B2/B3 | لين (مينمار) · ف 1–0                | برناردو (الفلبين) · خ 0–1         | لاي (ماليزيا) · ف 1–0            | ترينه (فيتنام) · ف 1–0          | جومادي (إندونيسيا) · ت 0.5–0.5       | ماو (مينمار) · ت 0.5–0.5              | الثالث        |
| فيليكس أغيليرا                              | هجوم فردي          | PI       | ساندر سيفيرينو (الفلبين) · خ 0–1    | تاساناميثين (تايلاند) · ف 1–0     | دين (إندونيسيا) · ف 1–0          | آنه توان (فيتنام) · ف 1–0       | روتينا (كمبوديا) · ف 1–0             | تيرتو (إندونيسيا) · ت 0.5–0.5         | الثالث        |
| هنري روجر لوبيز                             | هجوم فردي          | PI       | تاساناميثين (تايلاند) · ف 1–0       | دين (إندونيسيا) · ف 1–0           | نغوين (فيتنام) · ف 1–0           | فيرداوس (إندونيسيا) · خ 0–1     | ساندر سيفيرينو (الفلبين) · خ 0–1     | آنه توان (فيتنام) · ف 1–0             | 4             |
| ساندر سيفيرينو                              | هجوم فردي          | PI       | أغيليرا (الفلبين) · ف 1–0           | تيرتو (إندونيسيا) · ت 0.5–0.5     | مونكولتاويفون (تايلاند) · ف 1–0  | خونمي (تايلاند) · ف 1–0         | لوبيز (الفلبين) · ف 1–0              | فيرداوس (إندونيسيا) · ف 1–0           | الأول         |
| سيسيلو بيلوغ                                | هجوم فردي          | VI-B1    | نورهالييم (ماليزيا) · ف 1–0         | Đào (فيتنام) · خ 0–1              | سريراكسا (تايلاند) · خ 0–1       | ثان (مينمار) · ت 0.5–0.5        | ميو (مينمار) · خ 0–1                 | دو ريجو (تيمور الشرقية) · ف 1–0       | 13            |
| فرانسيس تشينغ                               | هجوم فردي          | VI-B1    | جوهاري (ماليزيا) · ف 1–0            | ساينبوتش (تايلاند) · ف 1–0        | يوغا (إندونيسيا) · ف 1–0         | فيتريانتو (إندونيسيا) · خ 0–1   | لي (فيتنام) · خ 0–1                  | كاونغ (مينمار) · ف 1–0                | الثالث        |
| رودولفو سارمينتو                            | هجوم فردي          | VI-B1    | دين (فيتنام) · ف 1–0                | يوغا (إندونيسيا) · خ 0–1          | ساينبوتش (تايلاند) · خ 0–1       | جوهاري (ماليزيا) · ف 1–0        | كاونغ (مينمار) · خ 0–1               | سريراكسا (تايلاند) · خ 0–1            | 15            |
| داري برناردو                                | هجوم فردي          | VI-B2/B3 | ماو (مينمار) · ف 1–0                | ساتريو (إندونيسيا) · ف 1–0        | جومادي (إندونيسيا) · ف 1–0       | سوباستي (الفلبين) · ف 1–0       | هارتونو (إندونيسيا) · ف 1–0          | ريدور (الفلبين) · خ 0–1               | الأول         |
| ميناندرو ريدور                              | هجوم فردي          | VI-B2/B3 | A تان نجوين (فيتنام) · ف 1–0        | جومادي (إندونيسيا) · خ 0–1        | فام (فيتنام) · ف 1–0             | ترينه (فيتنام) · ف 1–0          | ساتريو (إندونيسيا) · خ 0–1           | برناردو (الفلبين) · ف 1–0             | الثالث        |
| أرمان سوباستي                               | هجوم فردي          | VI-B2/B3 | هلا (مينمار) · ف 1–0                | فام (فيتنام) · ف 1–0              | لاي (ماليزيا) · ف 1–0            | برناردو (الفلبين) · خ 0–1       | ترينه (فيتنام) · ف 1–0               | هارتونو (إندونيسيا) · ت 0.5–0.5       | الثاني        |
| هنري روجر لوبيز جاسبر روم سيفيرينو          | فريق سريع          | PI       | —                                   | —                                 | —                                | —                               | —                                    | —                                     | الثاني        |
| سيسيلو بيلوج فرانسيس تشينج رودولفو سارمينتو | فريق سريع          | VI-B1    | —                                   | —                                 | —                                | —                               | —                                    | —                                     | الثالث        |
| داري برناردو إسرائيل بيليغرو ميناندرو ريدور | فريق سريع          | VI-B2/B3 | —                                   | —                                 | —                                | —                               | —                                    | —                                     | الأول         |
| هنري روجر لوبيز جاسبر روم سيفيرينو          | معيار الفريق       | PI       | —                                   | —                                 | —                                | —                               | —                                    | —                                     | الثاني        |
| أنتوني أبوجادو سيسيلو بيلوج فرانسيس تشينج   | معيار الفريق       | VI-B1    | —                                   | —                                 | —                                | —                               | —                                    | —                                     | الثالث        |
| داري برناردو ميناندرو ريدور أرمان سوباستي   | معيار الفريق       | VI-B2/B3 | —                                   | —                                 | —                                | —                               | —                                    | —                                     | الأول         |
| فيليكس أغيليرا هنري روجر لوبيز سيفيرينو     | هجوم الفريق        | PI       | —                                   | —                                 | —                                | —                               | —                                    | —                                     | الأول         |
| سيسيلو بيلوج فرانسيس تشينج رودولفو سارمينتو | هجوم الفريق        | VI-B1    | —                                   | —                                 | —                                | —                               | —                                    | —                                     | الثالث        |
| داري برناردو ميناندرو ريدور أرمان سوباستي   | هجوم الفريق        | VI-B2/B3 | —                                   | —                                 | —                                | —                               | —                                    | —                                     | الأول         |

### للسيدات
| الرياضي                                          | الحدث                 | الفئة    | مرحلة المجموعات                 | مرحلة المجموعات                | مرحلة المجموعات                | مرحلة المجموعات                 | مرحلة المجموعات              | مرحلة المجموعات                  | مرحلة المجموعات |
| الرياضي                                          | الحدث                 | الفئة    | الجولة 1                        | الجولة 2                       | الجولة 3                       | الجولة 4                        | الجولة 5                     | الجولة 6                         | الترتيب         |
| ------------------------------------------------ | --------------------- | -------- | ------------------------------- | ------------------------------ | ------------------------------ | ------------------------------- | ---------------------------- | -------------------------------- | --------------- |
| شيريل أنغوت                                      | فردي سريع             | PI       | ليم (ماليزيا) · خ 0–1           | ناشيتا (الفلبين) · ف 1–0       | سيمانجا (إندونيسيا) · ف 1–0    | يوليا (إندونيسيا) · خ 0–1       | ت ك نجوين (فيتنام) · خ 0–1   | أحمد (ماليزيا) · خ 0–1           | 8               |
| تشايزر مندوزا                                    | فردي سريع             | PI       | ت ك نجوين (فيتنام) · ف 1–0      | أحمد (ماليزيا) · ف 1–0         | دوان (فيتنام) · ت 0.5–0.5      | سيمانجا (إندونيسيا) · ف 1–0     | يوليا (إندونيسيا) · ف 1–0    | ليم (ماليزيا) · ف 1–0            | الأول           |
| جين-لي ناشيتا                                    | فردي سريع             | PI       | دوان (فيتنام) · خ 0–1           | أنغوت (الفلبين) · خ 0–1        | ليم (ماليزيا) · ف 1–0          | أحمد (ماليزيا) · ف 1–0          | سيمانجا (إندونيسيا) · خ 0–1  | يوني (إندونيسيا) · خ 0–1         | 9               |
| إفانجلين غاماوأو                                 | فردي سريع             | VI-B1    | داو (فيتنام) · خ 0–1            | —                              | هالاوا (إندونيسيا) · ف 1–0     | بوسبيتا (إندونيسيا) · خ 0–1     | مانغاوانغ (الفلبين) · خ 0–1  | سارنو (ماليزيا) · خ 0–1          |                 |
| ماريا كاترينا مانغاوانغ                          | فردي سريع             | VI-B1    | تران (فيتنام) · خ 0–1           | سارنو (ماليزيا) · ف 1–0        | بيليغرو (الفلبين) · ف 1–0      | داو (فيتنام) · خ 0–1            | غاماوأو (الفلبين) · ف 1–0    | فام (فيتنام) · خ 0–1             | 6               |
| إلينا بيليغرو                                    | فردي سريع             | VI-B1    | سيناگا (إندونيسيا) · خ 0–1      | هالاوا (إندونيسيا) · خ 0–1     | مانغاوانغ (الفلبين) · خ 0–1    | —                               | سارنو (ماليزيا) · خ 0–1      | سهارالدين (ماليزيا) · ف 1–0      | 10              |
| تيريزا بيلوغ                                     | فردي سريع             | VI-B2/B3 | تو (ماليزيا) · ف 1–0            | برهمانا (إندونيسيا) · خ 0–1    | خويجانثويك (تايلاند) · ف 1–0   | سيريبتفانيتش (تايلاند) · ف 1–0  | لوسيرو (الفلبين) · ف 1–0     | بوديآرتي (إندونيسيا) · ت 0.5–0.5 | الثاني          |
| كورازون لوسيرو                                   | فردي سريع             | VI-B2/B3 | خويجانثويك (تايلاند) · خ 0–1    | سيريبتفانيتش (تايلاند) · خ 0–1 | —                              | ت م ت غوين (فيتنام) · ف 1–0     | بيلوغ (الفلبين) · خ 0–1      | بوتكاتي (تايلاند) · خ 0–1        | 12              |
| شارمين تونيك                                     | فردي سريع             | VI-B2/B3 | ت م ل غوين (فيتنام) · خ 0–1     | تو (ماليزيا) · خ 0–1           | سيريبتفانيتش (تايلاند) · خ 0–1 | —                               | ت م ت غوين (فيتنام) · خ 0–1  | خويجانثويك (تايلاند) · خ 0–1     | 13              |
| شيريل أنغوت                                      | الفردي الكلاسيكي      | PI       | سيمانجا (إندونيسيا) · ت 0.5–0.5 | يوني (إندونيسيا) · خ 0–1       | مانغايايام (الفلبين) · ف 1–0   | ميندوزا (الفلبين) · خ 0–1       | دوان (فيتنام) · ت 0.5–0.5    | يوليا (إندونيسيا) · ف 1–0        | الثالث          |
| في مانغايايام                                    | الفردي الكلاسيكي      | PI       | أحمد (ماليزيا) · ف 1–0          | دوان (فيتنام) · خ 0–1          | أنغوت (الفلبين) · خ 0–1        | ت ك غوين (فيتنام) · ف 1–0       | يوليا (إندونيسيا) · خ 0–1    | ليم (ماليزيا) · خ 0–1            | 8               |
| تشيزر ميندوزا                                    | الفردي الكلاسيكي      | PI       | يوليا (إندونيسيا) · ف 1–0       | ت ك غوين (فيتنام) · ف 1–0      | دوان (فيتنام) · ف 1–0          | أنغوت (الفلبين) · ف 1–0         | سيمانجا (إندونيسيا) · ف 1–0  | أحمد (ماليزيا) · ت 0.5–0.5       | الأول           |
| إيفانجلين غاماوأو                                | الفردي الكلاسيكي      | VI-B1    | بوسبيتا (إندونيسيا) · خ 0–1     | مانغاوانغ (الفلبين) · خ 0–1    | هالاوا (إندونيسيا) · خ 0–1     | —                               | سهرالدين (ماليزيا) · ف 1–0   | فام (فيتنام) · خ 0–1             | 10              |
| كاترينا مانغاوانغ                                | الفردي الكلاسيكي      | VI-B1    | فام (فيتنام) · خ 0–1            | غاماوأو (الفلبين) · ف 1–0      | بيليغرو (الفلبين) · ف 1–0      | هالاوا (إندونيسيا) · ف 1–0      | تران (فيتنام) · خ 0–1        | سارنو (ماليزيا) · خ 0–1          | 5               |
| إلينا بيليغرو                                    | الفردي الكلاسيكي      | VI-B1    | داو (فيتنام) · خ 0–1            | —                              | مانغاوانغ (الفلبين) · خ 0–1    | بوسبيتا (إندونيسيا) · خ 0–1     | سارنو (ماليزيا) · ف 1–0      | سهرالدين (ماليزيا) · ف 1–0       | 9               |
| تيريزا بيلوغ                                     | الفردي الكلاسيكي      | VI-B2/B3 | تو (ماليزيا) · خ 0–1            | بوديارتي (إندونيسيا) · خ 0–1   | —                              | ت م ت غوين (فيتنام) · خ 0–1     | لوسيرو (الفلبين) · خ 0–1     | خويجانثويك (تايلاند) · ف 1–0     | 12              |
| كورازون لوسيرو                                   | الفردي الكلاسيكي      | VI-B2/B3 | ت هـ غوين (فيتنام) · خ 0–1      | —                              | ت م ل غوين (فيتنام) · خ 0–1    | تونيك (الفلبين) · ف 1–0         | بيلوغ (الفلبين) · ف 1–0      | ت م ت غوين (فيتنام) · ف 1–0      | 4               |
| شارمين تونيك                                     | الفردي الكلاسيكي      | VI-B2/B3 | —                               | ت هـ غوين (فيتنام) · خ 0–1     | بوتكات (تايلاند) · خ 0–1       | لوسيرو (الفلبين) · خ 0–1        | خويجانثويك (تايلاند) · ف 1–0 | سيريباتفانيك (تايلاند) · خ 0–1   | 11              |
| شيريل أنغوت                                      | الشطرنج الخاطف الفردي | PI       | ليم (ماليزيا) · خ 0–1           | ناسيتا (الفلبين) · ف 1–0       | يوني (إندونيسيا) · ف 1–0       | سيمانيا (إندونيسيا) · ت 0.5–0.5 | مندوزا (الفلبين) · خ 0–1     | دوان (فيتنام) · ف 1–0            | الثالث          |
| تشيزر مندوزا                                     | الشطرنج الخاطف الفردي | PI       | يوني (إندونيسيا) · ف 1–0        | ليم (ماليزيا) · ف 1–0          | دوان (فيتنام) · ت 0.5–0.5      | يوليا (إندونيسيا) · ف 1–0       | أنغوت (الفلبين) · ف 1–0      | ت ك غوين (فيتنام) · ت 0.5–0.5    | الأول           |
| جين-لي ناسيتا                                    | الشطرنج الخاطف الفردي | PI       | يوليا (إندونيسيا) · ف 1–0       | أنغوت (الفلبين) · خ 0–1        | ت ك غوين (فيتنام) · خ 0–1      | ليم (ماليزيا) · ت 0.5–0.5       | سيمانيا (إندونيسيا) · خ 0–1  | أحمد (ماليزيا) · خ 0–1           | 9               |
| إيفانجلين غاماوا                                 | الشطرنج الخاطف الفردي | VI-B1    | مانغاوانغ (الفلبين) · خ 0–1     | —                              | سحر الدين (ماليزيا) · ف 1–0    | هالاوا (إندونيسيا) · ف 1–0      | فام (فيتنام) · خ 0–1         | تران (فيتنام) · خ 0–1            | 7               |
| كاترينا مانغاوانغ                                | الشطرنج الخاطف الفردي | VI-B1    | غاماوا (الفلبين) · ف 1–0        | تران (فيتنام) · خ 0–1          | سارنو (ماليزيا) · خ 0–1        | بوسبيتا (إندونيسيا) · خ 0–1     | —                            | سحر الدين (ماليزيا) · ف 1–0      | 8               |
| إلينا بيليغرو                                    | الشطرنج الخاطف الفردي | VI-B1    | بوسبيتا (إندونيسيا) · ف 1–0     | فام (فيتنام) · خ 0–1           | داو (فيتنام) · خ 0–1           | سحر الدين (ماليزيا) · خ 0–1     | هالاوا (إندونيسيا) · خ 0–1   | —                                | 11              |
| تيريزا بيلوغ                                     | الشطرنج الخاطف الفردي | VI-B2/B3 | ت هـ غوين (فيتنام) · خ 0–1      | لوسيرو (الفلبين) · خ 0–1       | —                              | خير النساء (إندونيسيا) · خ 0–1  | تو (ماليزيا) · ف 1–0         | تونيك (الفلبين) · ف 1–0          | 10              |
| كورازون لوسيرو                                   | الشطرنج الخاطف الفردي | VI-B2/B3 | خير النساء (إندونيسيا) · خ 0–1  | بيلوغ (الفلبين) · ف 1–0        | بوديارتي (إندونيسيا) · خ 0–1   | تونيك (الفلبين) · ف 1–0         | بوتكات (تايلاند) · خ 0–1     | خويجانثويك (تايلاند) · ف 1–0     | 7               |
| شارمين تونيك                                     | الشطرنج الخاطف الفردي | VI-B2/B3 | سيريباتفانيك (تايلاند) · خ 0–1  | —                              | ت م ت غوين (فيتنام) · خ 0–1    | لوسيرو (الفلبين) · خ 0–1        | خويجانثويك (تايلاند) · خ 0–1 | بيلوغ (الفلبين) · خ 0–1          | 13              |
| شيريل أنغوت تشيزر ميندوزا جين-لي ناسيتا          | الفرق – السريع        | PI       | —                               | —                              | —                              | —                               | —                            | —                                | الثاني          |
| إيفانجلين غاماوا كاترينا مانغاوانغ إلينا بيليغرو | الفرق – السريع        | VI-B1    | —                               | —                              | —                              | —                               | —                            | —                                | الثالث          |
| تيريزا بيلوغ كورازون لوسيرو شارمين تونيك         | الفرق – السريع        | VI-B2/B3 | —                               | —                              | —                              | —                               | —                            | —                                | 4               |
| شيريل أنغوت تشيزر ميندوزا جين-لي ناسيتا          | الفرق – الكلاسيكي     | PI       | —                               | —                              | —                              | —                               | —                            | —                                | الأول           |
| إيفانجلين غاماوا كاترينا مانغاوانغ إلينا بيليغرو | الفرق – الكلاسيكي     | VI-B1    | —                               | —                              | —                              | —                               | —                            | —                                | الثالث          |
| تيريزا بيلوغ كورازون لوسيرو شارمين تونيك         | الفرق – الكلاسيكي     | VI-B2/B3 | —                               | —                              | —                              | —                               | —                            | —                                | 4               |
| شيريل أنغوت تشيزر ميندوزا جين-لي ناسيتا          | الفرق – الخاطف        | PI       | —                               | —                              | —                              | —                               | —                            | —                                | الأول           |
| إيفانجلين غاماوا كاترينا مانغاوانغ إلينا بيليغرو | الفرق – الخاطف        | VI-B1    | —                               | —                              | —                              | —                               | —                            | —                                | الثالث          |
| تيريزا بيلوغ كورازون لوسيرو شارمين تونيك         | الفرق – الخاطف        | VI-B2/B3 | —                               | —                              | —                              | —                               | —                            | —                                | 4               |

## الألعاب الإلكترونية (عرض)
| الفريق                                                                                  | الحدث                     | دور المجموعات     | دور المجموعات     | دور المجموعات     | دور المجموعات | نصف النهائي       | النهائي / BM      | النهائي / BM |
| الفريق                                                                                  | الحدث                     | المنافس النتيجة   | المنافس النتيجة   | المنافس النتيجة   | الترتيب       | المنافس النتيجة   | المنافس النتيجة   | الترتيب      |
| --------------------------------------------------------------------------------------- | ------------------------- | ----------------- | ----------------- | ----------------- | ------------- | ----------------- | ----------------- | ------------ |
| جاسبر أمبات جوشوا ديتيرا مايك آيس تشيستر غونزاليس أشلي جوش باغوباسان مارفن أنجيلو رانون | ألعاب الموبايل ليج للرجال | كمبوديا · فوز 2–0 | تايلاند · فوز 2–0 | ماليزيا · فوز 3–0 | 1             | تايلاند · فوز 2–0 | ماليزيا · فوز 2–0 | الأول        |

## كرة القدم 7-لاعب
| الفريق               | الحدث        | دور المجموعات        | دور المجموعات       | دور المجموعات | نصف النهائي / PF    | النهائي / BM / PF | النهائي / BM / PF |
| الفريق               | الحدث        | المنافس النتيجة      | المنافس النتيجة     | الترتيب       | المنافس النتيجة     | المنافس النتيجة   | الترتيب           |
| -------------------- | ------------ | -------------------- | ------------------- | ------------- | ------------------- | ----------------- | ----------------- |
| منتخب الفلبين للرجال | بطولة الرجال | تايلاند · خسارة 1–13 | مينمار · خسارة 3–12 | 3             | كمبوديا · خسارة 2–4 | لم يتأهل          | 6                 |

## كرة الهدف
| الفريق                | الحدث         | دور المجموعات        | دور المجموعات      | دور المجموعات      | دور المجموعات   | دور المجموعات | نصف النهائي     | النهائي / BM    | النهائي / BM |
| الفريق                | الحدث         | المنافس النتيجة      | المنافس النتيجة    | المنافس النتيجة    | المنافس النتيجة | الترتيب       | المنافس النتيجة | المنافس النتيجة | الترتيب      |
| --------------------- | ------------- | -------------------- | ------------------ | ------------------ | --------------- | ------------- | --------------- | --------------- | ------------ |
| منتخب الفلبين للرجال  | بطولة الرجال  | إندونيسيا خسارة 4–14 | ماليزيا خسارة 3–13 | —                  | —               | 3             | لم يتأهل        | لم يتأهل        | لم يتأهل     |
| منتخب الفلبين للسيدات | بطولة السيدات | إندونيسيا خسارة 2–4  | تايلاند خسارة 1–11 | ماليزيا خسارة 1–11 | لاوس خسارة 5–9  | 5             | لم يتأهل        | لم يتأهل        | لم يتأهل     |

### بطولة الرجال

#### المجموعة ب
| م | الفريق          | لعب | ف | خ | Pله | Pع | Pف  | نقاط | التأهل                       |
| - | --------------- | --- | - | - | --- | -- | --- | ---- | ---------------------------- |
| 1 | إندونيسيا (INA) | 2   | 2 | 0 | 26  | 6  | +20 | 4    | Qualified for the Semifinals |
| 2 | ماليزيا (MAS)   | 2   | 1 | 1 | 15  | 15 | 0   | 3    | Qualified for the Semifinals |
| 3 | الفلبين (PHI)   | 2   | 0 | 2 | 7   | 27 | −20 | 2    |                              |

| 5 يونيو 2023 11:40 | 'INA ' | 14–4 | الفلبين | ملعب مورودوك تيكو الوطني |
| 5 يونيو 2023 11:40 |        |      |         | ملعب مورودوك تيكو الوطني |
| 5 يونيو 2023 11:40 |        |      |         | ملعب مورودوك تيكو الوطني |

| 6 يونيو 2023 13:00 | 'MAS ' | 13–3 | الفلبين | ملعب مورودوك تيكو الوطني |
| 6 يونيو 2023 13:00 |        |      |         | ملعب مورودوك تيكو الوطني |
| 6 يونيو 2023 13:00 |        |      |         | ملعب مورودوك تيكو الوطني |

### بطولة السيدات

#### دور المجموعات
| م | الفريق          | لعب | ف | خ | Pله | Pع | Pف  | نقاط | التأهل                      |
| - | --------------- | --- | - | - | --- | -- | --- | ---- | --------------------------- |
| 1 | تايلاند (THA)   | 4   | 4 | 0 | 25  | 4  | +21 | 8    | Qualified for the Semifinal |
| 2 | ماليزيا (MAS)   | 4   | 2 | 2 | 20  | 13 | +7  | 6    | Qualified for the Semifinal |
| 3 | لاوس (LAO)      | 4   | 2 | 2 | 22  | 19 | +3  | 6    | Qualified for the Semifinal |
| 4 | إندونيسيا (INA) | 4   | 2 | 2 | 8   | 13 | −5  | 6    | Qualified for the Semifinal |
| 5 | الفلبين (PHI)   | 4   | 0 | 4 | 9   | 35 | −26 | 4    |                             |

| 4 يونيو 2023 11:40 | 'قالب:Gbw-rt' | 4–2 | الفلبين | ملعب مورودوك تيكو الوطني |
| 4 يونيو 2023 11:40 |               |     |         | ملعب مورودوك تيكو الوطني |
| 4 يونيو 2023 11:40 |               |     |         | ملعب مورودوك تيكو الوطني |

| 4 يونيو 2023 14:20 | قالب:Gbw-rt | 1–11 | ' تايلاند' | ملعب مورودوك تيكو الوطني |
| 4 يونيو 2023 14:20 |             |      |            | ملعب مورودوك تيكو الوطني |
| 4 يونيو 2023 14:20 |             |      |            | ملعب مورودوك تيكو الوطني |

| 6 يونيو 2023 10:20 | 'قالب:Gbw-rt' | 11–1 | الفلبين | ملعب مورودوك تيكو الوطني |
| 6 يونيو 2023 10:20 |               |      |         | ملعب مورودوك تيكو الوطني |
| 6 يونيو 2023 10:20 |               |      |         | ملعب مورودوك تيكو الوطني |

| 6 يونيو 2023 14:20 | 'قالب:Gbw-rt' | 9–5 | الفلبين | ملعب مورودوك تيكو الوطني |
| 6 يونيو 2023 14:20 |               |     |         | ملعب مورودوك تيكو الوطني |
| 6 يونيو 2023 14:20 |               |     |         | ملعب مورودوك تيكو الوطني |

## الجودو

### للرجال
| الرياضي                                                | الحدث  | الفئة | مرحلة المجموعات                   | مرحلة المجموعات                   | مرحلة المجموعات                | مرحلة المجموعات              | مرحلة المجموعات | ربع النهائي              | نصف النهائي     | النهائي / BM            | النهائي / BM |
| الرياضي                                                | الحدث  | الفئة | المنافس النتيجة                   | المنافس النتيجة                   | المنافس النتيجة                | المنافس النتيجة              | الترتيب         | المنافس النتيجة          | المنافس النتيجة | المنافس النتيجة         | الترتيب      |
| ------------------------------------------------------ | ------ | ----- | --------------------------------- | --------------------------------- | ------------------------------ | ---------------------------- | --------------- | ------------------------ | --------------- | ----------------------- | ------------ |
| كريستيان بيلارمينو                                     | –60 كغ | J1    | تشي (كمبوديا) · فوز 100–0         | جونايدي (إندونيسيا) · خسارة 0–100 | كونغسو (تايلاند) · خسارة 0–100 | فو (فيتنام) · فوز 100–1      | —               | —                        | —               | —                       | الثالث       |
| ديترسون أومس                                           | –73 كغ | J1    | بي (كمبوديا) · فوز 100–0          | أزيز (إندونيسيا) · خسارة 0–100    | فيبون (تايلاند) · فوز 100–0    | تران (فيتنام) · فوز 100–0    | —               | —                        | —               | —                       | الثاني       |
| كارليتو أغوستين جونيور                                 | –90 كغ | J1    | بامبودي (إندونيسيا) · خسارة 0–100 | لي (ماليزيا) · خسارة 0–100        | شاسين (تايلاند) · خسارة 0–100  | هوينه (فيتنام) · خسارة 0–100 | 5               | —                        | —               | —                       | —            |
| كارليتو أغوستين جونيور كريستيان بيلارمينو ديترسون أومس | فريق   | —     | —                                 | —                                 | —                              | —                            | —               | فيتنام (VIE) · خسارة 1–2 | لم يتأهل        | ماليزيا (MAS) · فوز 2–0 | الثالث       |

### للسيدات
| الرياضية         | الحدث   | الفئة | دور المجموعات                     | دور المجموعات                      | دور المجموعات                     | دور المجموعات |
| الرياضية         | الحدث   | الفئة | المنافس النتيجة                   | المنافس النتيجة                    | المنافس النتيجة                   | الترتيب       |
| ---------------- | ------- | ----- | --------------------------------- | ---------------------------------- | --------------------------------- | ------------- |
| ماري آن تاجوينود | –57 كجم | J2    | فاديلاه (إندونيسيا) · خسارة 0–100 | سيهوتانج (إندونيسيا) · خسارة 0–100 | ت هـ ت نجوين (فيتنام) · فوز 100–0 | الثالث        |

## رفع الأثقال

### للرجال
| الرياضي          | الحدث | أفضل رفع | الترتيب | المجموع | الترتيب |
| ---------------- | ----- | -------- | ------- | ------- | ------- |
| جولس إمبيزو      | 49 كغ | 85       | 6       | 160     | 5       |
| روميو تاياوا     | 54 كغ | 118      | 4       | 233     | 4       |
| (غريغوريو بايات) | 59 كغ | 120      | 5       | 235     | 6       |
| كارلو جون نيدا   | 88 كغ | 85       | 4       | 160     | 4       |
| جيريمي جاراميلو  | 97 كغ | 100      | 4       | 190     | 4       |

### السيدات
| الرياضية         | الحدث  | أفضل رفع | الترتيب | المجموع | الترتيب |
| ---------------- | ------ | -------- | ------- | ------- | ------- |
| ماردول باماتي-آن | 41 كغ  | 75       | الثاني  | 216     | الأول   |
| (أشيل جيون)      | 45 كغ  | 79       | الثاني  | 224     | الثاني  |
| روز آن ليطا      | 50 كغ  | 45       | 4       | 45      | 4       |
| دينيسيا إسنارا   | 55 كغ  | NMR      | —       | NMR     | —       |
| تشيريلين سوجي    | 67 كغ  | 60       | 4       | 60      | 4       |
| أديلين دومابونغ  | +86 كغ | 105      | الثالث  | 285     | الثالث  |

## الكرة الطائرة بوضعية الجلوس
| الفريق               | الحدث        | الدور التمهيدي                          | الدور التمهيدي                            | الدور التمهيدي                              | الدور التمهيدي                            | الدور التمهيدي | نصف النهائي     | النهائي / BM    |
| الفريق               | الحدث        | المنافس النتيجة                         | المنافس النتيجة                           | المنافس النتيجة                             | المنافس النتيجة                           | الترتيب        | المنافس النتيجة | المنافس النتيجة |
| -------------------- | ------------ | --------------------------------------- | ----------------------------------------- | ------------------------------------------- | ----------------------------------------- | -------------- | --------------- | --------------- |
| منتخب الفلبين للرجال | بطولة الرجال | تايلاند · خسارة 0–3 · 6–25، 9–25، 10–25 | كمبوديا · خسارة 0–3 · 15–25، 13–25، 16–25 | إندونيسيا · خسارة 0–3 · 15–25، 16–25، 10–25 | ميانمار · خسارة 0–3 · 15–25، 12–25، 22–25 | 5              | لم يتأهل        | لم يتأهل        |

## السباحة

### للرجال
| اللاعب                                               | الحدث                     | النهائي | النهائي |
| اللاعب                                               | الحدث                     | الوقت   | الترتيب |
| ---------------------------------------------------- | ------------------------- | ------- | ------- |
| أرنيل آبا                                            | 50 فراشة S9               | 34.71   | 10      |
| أرنيل آبا                                            | 50 حرة S9                 | 33.12   | 8       |
| أرنيل آبا                                            | 100 فراشة S9              | 1:32.61 | 6       |
| أرنيل آبا                                            | 200 ميدلي فردي SM9        | 3:01.65 | 6       |
| أرنيل آبا                                            | 400 حرة S9                | 5:26.96 | 5       |
| أرييل أليغاربيس                                      | 50 فراشة S14              | 26.69   | الأول   |
| أرييل أليغاربيس                                      | 50 حرة S14                | 25.39   | الثاني  |
| أرييل أليغاربيس                                      | 100 صدر SB14              | 1:13.59 | الثاني  |
| أرييل أليغاربيس                                      | 100 فراشة S14             | 1:00.73 | الثاني  |
| أرييل أليغاربيس                                      | 200 ميدلي فردي SM14       | 2:18.19 | الأول   |
| أدريان أزول                                          | 50 صدر SB14               | 40.47   | 6       |
| أدريان أزول                                          | 50 فراشة S14              | 29.16   | 6       |
| أدريان أزول                                          | 50 حرة S14                | 27.29   | 7       |
| أدريان أزول                                          | 100 حرة S14               | 1:01.76 | 7       |
| غاري بيجينو                                          | 50 فراشة S6               | 35.43   | الثاني  |
| غاري بيجينو                                          | 50 حرة S6                 | 33.49   | الثاني  |
| غاري بيجينو                                          | 100 حرة S6                | 1:15.09 | الثاني  |
| غاري بيجينو                                          | 200 حرة S6                | 2:38.55 | الأول   |
| غاري بيجينو                                          | 400 حرة S6                | 5:38.26 | الأول   |
| إيرني جاويلان                                        | 50 فراشة S7               | 34.72   | الثاني  |
| إيرني جاويلان                                        | 100 ظهر S7                | 1:21.77 | الثالث  |
| إيرني جاويلان                                        | 100 حرة S7                | 1:07.42 | الثاني  |
| إيرني جاويلان                                        | 200 ميدلي فردي SM7        | 2:50.29 | الأول   |
| إيرني جاويلان                                        | 400 حرة S7                | 4:58.78 | الأول   |
| رولاند سابيدو                                        | 50 فراشة S9               | 33.73   | 9       |
| رولاند سابيدو                                        | 100 ظهر S9                | 1:15.32 | 4       |
| رولاند سابيدو                                        | 100 حرة S9                | 1:08.61 | 7       |
| رولاند سابيدو                                        | 200 ميدلي فردي SM9        | 3:02.86 | 8       |
| رولاند سابيدو                                        | 400 حرة S9                | 5:10.65 | الثالث  |
| ماركو تيناميسان                                      | 50 ظهر S4                 | 1:37.18 | 6       |
| ماركو تيناميسان                                      | 50 فراشة S5               | DNS     | —       |
| ماركو تيناميسان                                      | 50 حرة S4                 | 49.84   | الثالث  |
| ماركو تيناميسان                                      | 100 حرة S4                | 1:47.45 | الثاني  |
| ماركو تيناميسان                                      | 200 حرة S4                | 4:00.17 | 4       |
| موهايمين أولاج                                       | 50 فراشة S9               | 37.08   | 13      |
| موهايمين أولاج                                       | 50 حرة S9                 | 31.77   | 7       |
| موهايمين أولاج                                       | 100 صدر SB9               | 1:22.18 | الثالث  |
| موهايمين أولاج                                       | 100 حرة S9                | 1:11.71 | 10      |
| موهايمين أولاج                                       | 200 ميدلي فردي SM9        | 3:02.77 | 7       |
| إدوين فيلانويفا                                      | 50 صدر SB7                | 44.50   | 3       |
| إدوين فيلانويفا                                      | 50 فراشة S8               | 37.86   | 7       |
| إدوين فيلانويفا                                      | 100 صدر SB7               | 1:45.96 | 4       |
| إدوين فيلانويفا                                      | 200 ميدلي فردي SM8        | 3:15.18 | 7       |
| إدوين فيلانويفا                                      | 400 حرة S8                | 6:20.65 | 5       |
| أرنيل آبا إيرني جاويلان رولاند سابيدو موهايمين أولاج | تتابع 4×100 حرة 34 نقطة   | 4:39.48 | 5       |
| أرنيل آبا إيرني جاويلان رولاند سابيدو موهايمين أولاج | تتابع 4×100 ميدلي 34 نقطة | 5:08.85 | 5       |
|                                                      | تتابع 4×50 حرة 20 نقطة    | DQ      | الثالث  |

### للسيدات
| اللاعبة      | الحدث               | النهائي | النهائي |
| اللاعبة      | الحدث               | الوقت   | الترتيب |
| ------------ | ------------------- | ------- | ------- |
| كلير كاليزو  | 50 ظهر S14          | 41.81   | 4       |
| كلير كاليزو  | 50 فراشة S14        | 39.35   | 4       |
| كلير كاليزو  | 100 ظهر S14         | 1:31.88 | 4       |
| كلير كاليزو  | 200 حرة S14         | 2:42.45 | الثالث  |
| كلير كاليزو  | 200 ميدلي فردي SM14 | 3:12.63 | 5       |
| أنجل أوتوم   | 50 ظهر S5           | 42.63   | الأول   |
| أنجل أوتوم   | 50 فراشة S5         | 47.33   | الأول   |
| أنجل أوتوم   | 50 حرة S5           | 42.22   | الأول   |
| أنجل أوتوم   | 200 حرة S5          | 3:48.72 | 2       |
| أنجل أوتوم   | 200 ميدلي فردي SM5  | 4:43.60 | الأول   |
| بيريزا روبلي | 50 فراشة S6         | 1:07.22 | 5       |
| بيريزا روبلي | 50 حرة S6           | 48.02   | 4       |
| بيريزا روبلي | 100 حرة S6          | 1:44.09 | 4       |
| بيريزا روبلي | 400 حرة S6          | 7:51.80 | الثالث  |

## كرة الطاولة

### للرجال
| اللاعب                                        | الحدث | الفئة | مرحلة المجموعات                        | مرحلة المجموعات                        | مرحلة المجموعات                   | مرحلة المجموعات              | مرحلة المجموعات | ربع النهائي           | نصف النهائي                            | النهائي                    | النهائي  |
| اللاعب                                        | الحدث | الفئة | المنافس النتيجة                        | المنافس النتيجة                        | المنافس النتيجة                   | المنافس النتيجة              | الترتيب         | المنافس النتيجة       | المنافس النتيجة                        | المنافس النتيجة            | الترتيب  |
| --------------------------------------------- | ----- | ----- | -------------------------------------- | -------------------------------------- | --------------------------------- | ---------------------------- | --------------- | --------------------- | -------------------------------------- | -------------------------- | -------- |
| مانويل ريباتو                                 | فردي  | TT2   | نغانجي (إندونيسيا) · خ 0–3             | تشيوونغ (تايلاند) · خ 0–3              | ثيناتيت (تايلاند) · خ 0–3         | لي (سنغافورة) · خ 0–3        | 5               | —                     | —                                      | —                          | —        |
| داروين سالفاسيون                              | فردي  | TT3   | سيفريانتو (إندونيسيا) · خ 1–3          | نوتش (كمبوديا) · خ 0–3                 | لاوونغ (تايلاند) · خ 0–3          | —                            | 4               | لم يتأهل              | لم يتأهل                               | لم يتأهل                   | لم يتأهل |
| سميث بيلي كارتييرا                            | فردي  | TT4   | سوفيب (كمبوديا) · ف 3–1                | أستان (إندونيسيا) · خ 1–3              | باتيه (تايلاند) · خ 2–3           | —                            | 3               | لم يتأهل              | لم يتأهل                               | لم يتأهل                   | لم يتأهل |
| راكليو مارتينيز جونيور                        | فردي  | TT4   | هارنبشاي (تايلاند) · خ 0–3             | جونايا (إندونيسيا) · خ 0–3             | كوسال (كمبوديا) · خ 0–3           | —                            | 4               | لم يتأهل              | لم يتأهل                               | لم يتأهل                   | لم يتأهل |
| ليو ماكالاندا                                 | فردي  | TT7   | ثابانغ (تايلاند) · خ 0–3               | دانغ (فيتنام) · خ 0–3                  | موستوپا (إندونيسيا) · خ 0–3       | —                            | 4               | —                     | لم يتأهل                               | لم يتأهل                   | لم يتأهل |
| جيسون أوكامبو                                 | فردي  | TT7   | ت بينه نغوين (فيتنام) · خ 0–3          | لانغ (كمبوديا) · ف 3–1                 | بونبو (تايلاند) · خ 0–3           | —                            | 3               | —                     | لم يتأهل                               | لم يتأهل                   | لم يتأهل |
| جوبيرت لومنتا                                 | فردي  | TT8   | برهاستا (إندونيسيا) · خ 1–3            | فام (فيتنام) · خ 0–3                   | تشاريستات (تايلاند) · خ 1–3       | —                            | 4               | لم يتأهل              | لم يتأهل                               | لم يتأهل                   | لم يتأهل |
| أندرو كيفن أرانديا                            | فردي  | TT9   | سامي (تايلاند) · ف 3–0                 | زي (ماليزيا) · ف 3–0                   | سوراتمان (إندونيسيا) · خ 1–3      | —                            | 2               | تشي (ماليزيا) · خ 1–3 | لم يتأهل                               | لم يتأهل                   | لم يتأهل |
| بنديكتو جايلا                                 | فردي  | TT9   | كوسنانتو (إندونيسيا) · خ 1–3           | فام (فيتنام) · خ 0–3                   | —                                 | —                            | 3               | لم يتأهل              | لم يتأهل                               | لم يتأهل                   | لم يتأهل |
| لينارد سلطان                                  | فردي  | TT9   | عزيزي (إندونيسيا) · ف 3–1              | تشي (ماليزيا) · خ 0–3                  | ميلانون (تايلاند) · ف 3–0         | —                            | 2               | فام (فيتنام) · ف 3–1  | سوراتمان (إندونيسيا) · خ 2–3           | لم يتأهل                   | الثالث   |
| بابلو كاتالان                                 | فردي  | TT10  | لوسينسيو (الفلبين) · ف 3–0             | أكبر (إندونيسيا) · خ 0–3               | سيلاباكوم (تايلاند) · خ 0–3       | كانكينغكام (تايلاند) · خ 0–3 | 4               | —                     | —                                      | —                          | الثالث   |
| روميل لوسينسيو                                | فردي  | TT10  | أكبر (إندونيسيا) · خ 0–3               | كاتالان (الفلبين) · خ 0–3              | سيلاباكوم (تايلاند) · خ 0–3       | كانكينغكام (تايلاند) · خ 0–3 | 5               | —                     | —                                      | —                          | —        |
| أنجيلو هاجاناس                                | فردي  | TT11  | يوسف (إندونيسيا) · خ 0–3               | تيتشو (تايلاند) · خ 0–3                | تشايبراثوم (تايلاند) · ف 3–1      | —                            | 4               | —                     | لم يتأهل                               | لم يتأهل                   | لم يتأهل |
| سميث بيلي كارتييرا راكليو مارتينيز جونيور     | زوجي  | TT4   | تشايوت · هارنبيتشاي (تايلاند) · خ 0–3  | تشانا · شيا (كمبوديا) · ف 3–1          | —                                 | —                            | 2               | —                     | أستان · جونايا (إندونيسيا) · خ 0–3     | لم يتأهل                   | الثالث   |
| مانويل رباطو دروين سالفاسيون                  | زوجي  | TT5   | هارديانتو · ليابا (إندونيسيا) · خ 0–3  | تشانفاكا · كلانجماني (تايلاند) · خ 0–3 | ب آ نجوين · تران (فيتنام) · خ 0–3 | —                            | 4               | —                     | —                                      | —                          | —        |
| ليو ماكالاندا جيسون أوكامبو                   | زوجي  | TT6–7 | هيديات · موستوبا (إندونيسيا) · خ 0–3   | بونبو · ثينايوم (تايلاند) · خ 0–3      | دانغ · ت ب نجوين (فيتنام) · خ 0–3 | —                            | 4               | —                     | —                                      | —                          | —        |
| أندرو كيفن أرانديا بابلو كاتالان              | زوجي  | TT9   | كوسننتو · سوراتمان (إندونيسيا) · خ 0–3 | م ت فام · ت ت فام (فيتنام) · خ 1–3     | —                                 | —                            | 3               | —                     | لم يتأهل                               | لم يتأهل                   | لم يتأهل |
| بنديكتو جايلا لينارد سلطان                    | زوجي  | TT9   | تشي · زي (ماليزيا) · خ 0–3             | ميلانون · سامي (تايلاند) · ف 3–2       | —                                 | —                            | 2               | —                     | كوسننتو · سوراتمان (إندونيسيا) · ف 3–2 | تشي · زي (ماليزيا) · خ 0–3 | الثاني   |
| مانويل رباطو دروين سالفاسيون                  | فريق  | TT1–3 | إندونيسيا (INA) · خ 0–2                | تايلاند (THA) · خ 0–2                  | سنغافورة (SGP) · خ 1–2            | كمبوديا (CAM) · خ 0–2        | 5               | —                     | —                                      | —                          | —        |
| سميث بيلي كارتييرا راكليو مارتينيز جونيور     | فريق  | TT4   | تايلاند (THA) · خ 0–2                  | إندونيسيا (INA) · خ 0–2                | كمبوديا (CAM) · ف 2–0             | —                            | —               | —                     | —                                      | —                          | الثالث   |
| جوبيرت لومانتا ليو ماكالاندا جيسون أوكامبو    | فريق  | TT8   | إندونيسيا (INA) · خ 0–2                | تيمور الشرقية (TLS) · ف 2–0            | —                                 | —                            | 2               | —                     | تايلاند (THA) · خ 0–2                  | لم يتأهل                   | الثالث   |
| أندرو كيفن أرانديا بنديكتو جايلا لينارد سلطان | فريق  | TT9   | ماليزيا (MAS) · خ 0–2                  | إندونيسيا (INA) · خ 0–2                | —                                 | —                            | 3               | —                     | —                                      | —                          | —        |
| بابلو كاتالان روميل لوسينسيو                  | فريق  | TT10  | تايلاند (THA) · خ 0–2                  | إندونيسيا (INA) · خ 0–2                | —                                 | —                            | 3               | —                     | —                                      | —                          | —        |

### للسيدات
| اللاعب                                     | الحدث | الفئة | مرحلة المجموعات                                 | مرحلة المجموعات                        | مرحلة المجموعات                            | مرحلة المجموعات | نصف النهائي                            | النهائي         | النهائي  |
| اللاعب                                     | الحدث | الفئة | المنافس النتيجة                                 | المنافس النتيجة                        | المنافس النتيجة                            | الترتيب         | المنافس النتيجة                        | المنافس النتيجة | الترتيب  |
| ------------------------------------------ | ----- | ----- | ----------------------------------------------- | -------------------------------------- | ------------------------------------------ | --------------- | -------------------------------------- | --------------- | -------- |
| لوسينا جارانيلا                            | فردي  | TT3   | هيرواتي (إندونيسيا) · خسارة 0–3                 | واراريتدرونغكول (تايلاند) · خسارة 0–3  | إنتانون (تايلاند) · خسارة 0–3              | 4               | لم يتأهل                               | لم يتأهل        | لم يتأهل |
| آنا تيلاكان                                | فردي  | TT3   | أسايوت (تايلاند) · خسارة 0–3                    | ياني (إندونيسيا) · خسارة 0–3           | مسلم (إندونيسيا) · خسارة 0–3               | 4               | لم يتأهل                               | لم يتأهل        | لم يتأهل |
| جونا بينيا                                 | فردي  | TT7   | فاضيلة (إندونيسيا) · خسارة 0–3                  | —                                      | —                                          | 2               | —                                      | —               | —        |
| بيوري فيكيشن مينجارين                      | فردي  | TT8   | حميدة (إندونيسيا) · خسارة 0–3                   | تشايوت (تايلاند) · خسارة 0–3           | لي (فيتنام) · خسارة 0–3                    | 4               | لم يتأهل                               | لم يتأهل        | لم يتأهل |
| أنجيلا كويروبين                            | فردي  | TT9   | يونيار (إندونيسيا) · خسارة 0–3                  | T H P نغوين (فيتنام) · خسارة 1–3       | —                                          | 3               | لم يتأهل                               | لم يتأهل        | لم يتأهل |
| ميني كاداج                                 | فردي  | TT10  | جولياني (إندونيسيا) · خسارة 0–3                 | فييت (فيتنام) · خسارة 2–3              | شاباندونغ (تايلاند) · خسارة 0–3            | 4               | لم يتأهل                               | لم يتأهل        | لم يتأهل |
| ماري إلويس سابل                            | فردي  | TT10  | خومباست (تايلاند) · خسارة 2–3                   | رادايانا (إندونيسيا) · خسارة 0–3       | وونغ (ماليزيا) · خسارة 0–3                 | 4               | لم يتأهل                               | لم يتأهل        | لم يتأهل |
| لوسينا جارانيلا آنا تيلاكان                | زوجي  | TT4   | مسلم · ياني (إندونيسيا) · خسارة 0–3             | تشارييا · سارونغ (كمبوديا) · خسارة 1–3 | جايون · سريغام (تايلاند) · خسارة 0–3       | 4               | —                                      | —               | —        |
| جونا بينيا أنجيلا كويروبين                 | زوجي  | TT9   | تشين · سينغ (كمبوديا) · فوز 3–0                 | لي · T H P نغوين (فيتنام) · خسارة 0–3  | —                                          | 2               | ريستي · يونيار (إندونيسيا) · خسارة 0–3 | لم يتأهل        | الثالث   |
| ميني كاداج ماري إلويس سابل                 | زوجي  | TT10  | شاباندونغ · سيتيسريكودكون (تايلاند) · خسارة 0–3 | هوانغ · فييت (فيتنام) · فوز 3–0        | جولياني · رادايانا (إندونيسيا) · خسارة 0–3 | —               | —                                      | —               | الثالث   |
| لوسينا جارانيلا آنا تيلاكان                | فريق  | TT1–3 | إندونيسيا (INA) · خسارة 0–2                     | تايلاند (THA) · خسارة 0–2              | —                                          | 3               | —                                      | —               | —        |
| بيوري فيكيشن مينجارين جونا بينيا           | فريق  | TT8   | تايلاند (THA) · خسارة 0–2                       | إندونيسيا (INA) · خسارة 0–2            | —                                          | 3               | —                                      | —               | —        |
| ميني كاداج أنجيلا كويروبين ماري إلويس سابل | فريق  | TT10  | تايلاند (THA) · خسارة 0–2                       | إندونيسيا (INA) · خسارة 0–2            | فيتنام (VIE) · خسارة 0–2                   | 4               | —                                      | —               | —        |

### الزوجي المختلط
| اللاعبان                             | الفئة | مرحلة المجموعات                                   | مرحلة المجموعات                              | مرحلة المجموعات                           | مرحلة المجموعات                         | مرحلة المجموعات | نصف النهائي                                 | النهائي         | النهائي  |
| اللاعبان                             | الفئة | المنافس النتيجة                                   | المنافس النتيجة                              | المنافس النتيجة                           | المنافس النتيجة                         | الترتيب         | المنافس النتيجة                             | المنافس النتيجة | الترتيب  |
| ------------------------------------ | ----- | ------------------------------------------------- | -------------------------------------------- | ----------------------------------------- | --------------------------------------- | --------------- | ------------------------------------------- | --------------- | -------- |
| سميث بيلي كارتييرا آنا تيلاكان       | T4    | أستان · تارسيلم (إندونيسيا) · خسارة 0–3           | تشارييا · سوفيب (كمبوديا) · فوز 3–0          | هارنبيتشاي · سريغام (تايلاند) · خسارة 0–3 | —                                       | 3               | لم يتأهل                                    | لم يتأهل        | لم يتأهل |
| لوسينا جارانيلا داروين سالفاسيون     | T5    | تشانفاكا · سرينغام (تايلاند) · خسارة 0–3          | ساو · سورم (كمبوديا) · فوز 3–0               | —                                         | —                                       | 2               | هارديانتو · مارلينا (إندونيسيا) · خسارة 0–3 | لم يتأهل        | الثالث   |
| ليو ماكالاندا جونا بينيا             | T6–7  | دوس سانتوس · نيفيس (تيمور الشرقية) · فوز 3–0      | كوكاو · ثاينيوم (تايلاند) · خسارة 0–3        | فاضيلة · موستوبا (إندونيسيا) · خسارة 0–3  | فاتشومشاي · بونبو (تايلاند) · خسارة 1–3 | 4               | —                                           | —               | —        |
| جوبيرت لومانتا بيوري فيكيشن مينجارين | T8    | سوانغتو · فانغفونفاتاناسيري (تايلاند) · خسارة 0–3 | دو · ليه (فيتنام) · خسارة 0–3                | حميدة · موليو (إندونيسيا) · خسارة 0–3     | —                                       | 4               | لم يتأهل                                    | لم يتأهل        | لم يتأهل |
| بابلو كاتالان أنجيلا كويروبين        | TT9   | كوسنانتو · ريستي · يونيار (إندونيسيا) · خسارة 1–3 | T H P نغوين · V H فام (فيتنام) · خسارة 1–3   | —                                         | —                                       | 3               | لم يتأهل                                    | لم يتأهل        | لم يتأهل |
| أندرو كيفن أرانديا ماري إلويس سابل   | TT10  | أكبار · رادايانا (إندونيسيا) · خسارة 1–3          | كانكينكام · خومباست (تايلاند) · فوز 3–1      | T T فام · فييت (فيتنام) · فوز 3–0         | —                                       | 2               | تشي · وونغ (ماليزيا) · خسارة 0–3            | لم يتأهل        | الثالث   |
| ميني كاداج روميل لوسينسيو            | TT10  | أزيمي · جولياني (إندونيسيا) · خسارة 0–3           | شاباندونغ · سيلاباكونغ (تايلاند) · خسارة 0–3 | تشي · وونغ (ماليزيا) · خسارة 0–3          | —                                       | 4               | لم يتأهل                                    | لم يتأهل        | لم يتأهل |

## كرة السلة على الكراسي المتحركة

### كرة السلة 3×3
| المنتخب         | الحدث         | دور المجموعات      | دور المجموعات      | دور المجموعات      | دور المجموعات   | دور المجموعات | النهائي / BM       | النهائي / BM |
| المنتخب         | الحدث         | الخصم النتيجة      | الخصم النتيجة      | الخصم النتيجة      | الخصم النتيجة   | الترتيب       | الخصم النتيجة      | الترتيب      |
| --------------- | ------------- | ------------------ | ------------------ | ------------------ | --------------- | ------------- | ------------------ | ------------ |
| الفلبين للرجال  | بطولة الرجال  | إندونيسيا فوز 11–5 | كمبوديا فوز 14–5   | تايلاند خسارة 6–18 | ماليزيا فوز 8–7 | 2             | تايلاند خسارة 7–15 | الثاني       |
| الفلبين للسيدات | بطولة السيدات | لاوس خسارة 1–9     | كمبوديا خسارة 0–14 | تايلاند خسارة 2–17 | —               | 4             | لاوس خسارة 5–8     | 4            |

### كرة السلة 5×5
| المنتخب         | الحدث         | دور المجموعات       | دور المجموعات       | دور المجموعات       | دور المجموعات     | دور المجموعات | النهائي / BM        | النهائي / BM |
| المنتخب         | الحدث         | الخصم النتيجة       | الخصم النتيجة       | الخصم النتيجة       | الخصم النتيجة     | الترتيب       | الخصم النتيجة       | الترتيب      |
| --------------- | ------------- | ------------------- | ------------------- | ------------------- | ----------------- | ------------- | ------------------- | ------------ |
| الفلبين للرجال  | بطولة الرجال  | إندونيسيا فوز 73–34 | تايلاند خسارة 35–71 | كمبوديا فوز 79–41   | ماليزيا فوز 50–31 | 2             | تايلاند خسارة 30–68 | الثاني       |
| الفلبين للسيدات | بطولة السيدات | لاوس خسارة 31–50    | تايلاند خسارة 25–65 | كمبوديا خسارة 25–40 | —                 | 4             | لاوس خسارة 14–54    | 4            |